# Рат у Авганистану (2001—2021)
Рат у Авганистану је војни сукоб између коалиције земаља предвођених Сједињеним Државама и Уједињеним Краљевством и радикалних исламиста предвођених Талибанима и Ал Каидом. Рат је почео 7. октобра 2001. као одговор на терористичке нападе 11. септембра 2001. на Њујорк и Вашингтон.
Циљ инвазије је био да се пронађу Осама бин Ладен и други високи припадници Ал Каиде, да се уништи њена организација и да се уклони талибански режим у Авганистану који је пружао помоћ и уточиште Ал Каиди. Рат има основу у Бушовој доктрини по којој Сједињене Америчке Државе неће правити разлику између терористичких организација и држава и влада које их подржавају.
Током овог рата водиле су се две војне операције како би се успоставила контрола над државом, операција Трајна слобода и операција Слободина стража. Операција Трајна слобода се завршила 28. децембра 2014. да би операција Слободина стража почела 1. јануара 2015. године.
Такође је постојала операција Међународних снага за безбедносну помоћ, коју је покренуо Савет безбедности Уједињених нација крајем децембра 2001. како би се осигурао Кабул и околина. НАТО је преузео контролу над овим снагама 2003. године. САД и Уједињено Краљевство изводили су кампање бомбардовања, док је копнене снаге за војне операције првенствено пружала авганистанска Северна алијанса, која се завршила са операцијом Трајна слобода.
Почетни напад коалиционих снага је уклонио талибане са власти, али талибанске снаге су од тада ојачале. Рат је имао мање успеха у спречавању активности Ал Каиде него што је очекивано. Од 2006. стабилност Авганистана су угрозили појачана активност талибанских побуњеника, рекордно високи ниво илегалне производње дроге и лабава влада која има ограничену контролу у подручјима изван Кабула.
У рату више десетине хиљада људи је погинуло. Од почетка рата до средине 2016. године, процењује се да је преко 111.442 људи је погинуло, а 116.603 повређено.
Офанзива Талибана и савезничких милитантних група, међу којима је и Ал-Каида, против Владе Авганистана и њених савезника почела је 1. маја 2021. године, истовремено с повлачењем већине трупа САД из Авганистана.
Током прва три месеца офанзиве, Талибани су знатно напредовали у сеоским подручјима повећавајући број округа које контролишу са 73 на 223 и постепено изолујући урбана средишта. Почевши од 6. августа, Талибани су заузели двадесет девет од тридесет четири провинцијске престонице Авганистана, међу којима су и Кандахар и Херат, а закључно с 10. августом контролисали су 65% површине земље.
Офанзива је позната по брзим територијалним добицима Талибана и по домаћим и међународним последицама. Дана 10. августа, амерички званичници су проценили да би главни град Авганистана Кабул могао пасти под Талибане у року од 30 до 90 дана. Дана 15. августа, Associated Press је известио да су Талибани стигли до Кабула и да чекају „пренос” власти. Истог дана град се увече предао Талибанима који су ушли у председничку палату, а председник државе Ашраф Гани је побегао авионом у суседни Узбекистан, а потом емигрирао у Оман. Талибани четири дана касније проглашавају Исламски Емират Авганистан на 102 годишњицу независности. Дана 30. августа последњи контигент америчких трупа повукао се из Авганистана и предао је међународни аеродром у Кабулу у руке Талибанима чиме је двадесетогодишњи рат завршен.

## Пре почетка рата

### Порекло грађанског рата у Авганистану
Политички поредак Авганистана почео је да се руши 1970-их. Прво, Мохамед Дауд Кан је преузео власт у јулском државном удару 1973. године, када је монархија свргнута у корист републике. Дауд Кан је пет година касније убијен у Саурској револуцији априла 1978, пучу у коме је Народна демократска партија Авганистана (ПДПА) преузела контролу над владом. ПДПА се залагала за социјалистичку трансформацију укидањем договорених бракова, промовисањем масовне писмености и реформом власништва над земљом. Ово је поткопало традиционални племенски поредак и изазвало противљење широм руралних подручја. Потискивање ПДПА-е наишло је на отворену побуну, укључујући и устанак Херата 1979. године. ПДПА су биле погођене унутрашњим разликама у вођству, а на њих је утицао унутрашњи удар 11. септембра 1979. године, када је Хафизулах Амин свргнуо Нур Мухамеда Таракија. Совјетски Савез, осетивши слабост ПДПА, војно је интервенисао три месеца касније, да свргне Амина и инсталира другу фракцију ПДПА коју води Бабрак Кармал.
Улазак совјетских снага у Авганистан у децембру 1979. појачао је Хладни рат и натерао совјетске ривале, Сједињене Државе, Пакистан, Саудијску Арабију и Кину да подрже побуњенике који се боре против Демократске Републике Авганистан коју подржава Совјетска Република. За разлику од секуларне и социјалистичке владе, која је контролисала градове, верски мотивисани муџахедини су владали у већини села. ЦИА је радила са пакистанским међу-службеним обавештајним службама на пружању иностране подршке муџахединима. Рат је такође привукао арапске добровољце познате под именом "Авганистански Арапи", укључујући Осаму бин Ладена.
Након повлачења совјетске војске из Авганистана у фебруару 1989. године, режим ПДПА под Мохамедом Наџибулахом трајао је до 1992. године, када је распадом Совјетског Савеза режим лишен помоћи, а пребјег узбекистанског генерала Абдула Рашида Достума очистио је прилаз Кабулу. Пошто је политичка позорница очишћена од социјалиста, ратни команданти, од којих су неки били исламисти, борили су се за власт.

### Рат у Авганистану (1989 — 1992)
Од 1992. године, командант муџахида Бурханудин Рабани званично је постао председник Исламске државе Авганистан, али се морао борити против других војсковођа за контролу над Кабулом. Крајем 1994. године, Рабанијев министар одбране, Ахмад Шах Масуд, побиједио је Хекматиар у Кабулу и окончао текуће бомбардовање главног града. Масуд је покушао да покрене национални процес у целој земљи са циљем националне консолидације. Други војсковође, укључујући Исмаила Кана на западу и Достума на северу, задржали су своје феуде.
1994. године Мухамед Омар, припадник муџахида који је предавао у пакистанској медреси, вратио се у Кандахар и основао талибански покрет. Његови следбеници били су студенти религије познати као Талиби и настојали су да окончају ратоборност строжим придржавањем шеријата. До новембра 1994. талибани су заузели целу провинцију Кандахар. Они су одбили владину понуду да се придруже коалиционој влади и кренули су ка Кабулу 1995. године.

### Талибански Емират против Северне алијансе
Ране победе Талибана 1994. године праћене су низом скупих пораза. Пакистан је „пружао снажну подршку“ талибанима. Аналитичари као што је Амин Саикал описали су да се група развила у посредничку силу за регионалне интересе Пакистана, што су талибани порицали. Талибани су почетком 1995. почели гранатирати Кабул, али их је Масуд вратио назад.
Дана 27. септембра 1996, талибани су, уз војну подршку Пакистана и финансијску подршку Саудијске Арабије, заузели Кабул и основали Исламски емират Авганистан. Они су наметнули своје фундаменталистичко тумачење ислама у подручјима под њиховом контролом, издавши едикте који забрањују женама да раде изван куће, похађају школу или напуштају своје домове осим у пратњи мушког рођака. Према пакистанском стручњаку Ахмеду Рашиду, "између 1994. и 1999. године, процењује се да је 80.000 до 100.000 Пакистанаца тренирало и борило се у Авганистану" на страни талибана.
Масуд и Достум, бивши непријатељи, створили су Уједињени фронт против талибана, Северну алијансу. Поред Масоудових таџикистанских снага и Достумових Узбека, Уједињени фронт је укључивао фракције Хазаре и паштунске снаге под вођством команданата попут Абдул Хака и Хаџи Абдул Кадира. Абдул Хак је такође окупио бројне одметнуте паштунске талибане. Обојица су пристали да раде заједно са изгнаним авганистанским краљем Захир Шахом. Северна алијанса је добила различите степене подршке од Русије, Ирана, Таџикистана и Индије. Талибани су заузели Мазар-и-Шариф 1998. године и отерали Достума у егзил.
Према Уједињеним нацијама (УН), покушавајући да учврсте контролу над северним и западним Авганистаном, талибани су извршили систематске масакре над цивилима. Званичници УН -а су изјавили да је било "15 масакра" између 1996. и 2001. године, Талибани су посебно циљали шиитске Хазаре. Као одмазду за погубљење 3.000 талибанских заробљеника од стране узбекистанског генерала Абдул Малика Пахлавана 1997. године, талибани су погубили око 4.000 цивила након што су 1998. заузели Мазар-и-Шариф.
Бин Ладенова бригада 055 била је одговорна за масовна убиства авганистанских цивила. У извештају Уједињених нација цитирани су очевици у неким селима који описују „арапске борце који носе дугачке ножеве који се користе за пререзивање грла и скидање коже људима“.
До 2001. године талибани су контролисали чак 90% Авганистана са Северном алијансом ограниченом на североисточни угао земље. Уз талибанске снаге борило се око 28.000–30.000 Пакистанаца (обично и Паштуна) и 2.000–3.000 милитаната Ал-Каиде. Многи Пакистанци су регрутовани из медреса. Документ америчког Стејт департмента из 1998. потврдио је да су "20–40 одсто [редовних] талибанских војника Пакистанци". У документу се наводи да један број родитеља тих пакистанских држављана "не знају ништа о војној умешаности своје деце у талибанском покрету све док њихова тела не буду враћена у Пакистан". Према извештају Стејт департмента САД и извештајима Хјуман рајтс воч-а, други пакистански држављани који се боре у Авганистану били су редовни војници, посебно из Пограничног корпуса, али и из пакистанске војске који су пружали директну борбену подршку.

#### Ал Каида
У августу 1996. Бин Ладен је био присиљен да напусти Судан и стигао је у Џалалабад, Авганистан. Он је основао своју међународну мрежу Ал Каиде крајем 1980-их како би подржао рат муџахедина против Совјета, али се разочарао сукобима међу војсковођама. Приближио се мули Омару и преселио операције Ал Каиде у источни Авганистан, сигурно уточиште јер је био под заштитом тамошњих талибана.
Комисија од 11. септембра у САД је открила да је под талибанима Ал Каида била у стању да користи Авганистан као место за обуку и индоктринацију бораца, увоз оружја, координацију са другим џихадистима и планирање терористичких акција. Иако је Ал Каида одржавала своје кампове у Авганистану, она је такође подржавала кампове за обуку других организација. Процењује се да је 10.000 до 20.000 људи прошло кроз ове објекте пре 11. септембра, од којих је већина послата у борбу за талибане против Уједињеног фронта. Мањи број је уведен у Ал-Каиду.
Након што су августа 1998. године бомбашки напади на америчке амбасаде у Кенији и Танзанији повезани са бин Ладеном, председник Бил Клинтон наредио је ракетне нападе на милитантне кампове за обуку у Авганистану. Амерички званичници притисли су талибане да предају бин Ладена. Међународна заједница је 1999. године увела санкције талибанима, позивајући на предају бин Ладена. Талибани су у више наврата одбијали ове захтеве.
Паравојни тимови Одељења за посебне активности Централне обавештајне агенције (ЦИА) били су активни у Авганистану деведесетих година у тајним операцијама лоцирања и убиства или хватања Осаме бин Ладена. Ови тимови су планирали неколико операција, али нису добили налог од председника Клинтона. Њихови напори изградили су односе са авганистанским лидерима који су се показали битним у инвазији 2001.

#### Промена америчке политике према Авганистану
Током Клинтонове администрације, САД су биле наклоњене Пакистану и до 1998-1999 нису имале јасну политику према Авганистану. На пример, 1997. године Робин Рафел из америчког Стејт департмента рекао је Масуду да се преда талибанима. Масуд је одговорио да ће, све док буде контролисао подручје величине шешира, наставити да га брани од талибана. Отприлике у исто време, високи спољнополитички званичници у Клинтоновој администрацији одлетели су у северни Авганистан како би покушали да убеде Уједињени фронт да не искористи прилику да оствари кључне успехе против талибана. Они су инсистирали да је време за прекид ватре и ембарго на оружје. У то време, Пакистан је започео „авио-превоз налик Берлину за снабдевање и поновно опремање талибана“, финансиран саудијским новцем.
Политика САД према Авганистану се променила након бомбардовања америчке амбасаде 1998. Након тога, Осама бин Ладен је оптужен за своје учешће у бомбашким нападима на амбасаду. 1999. и САД и Уједињене нације донијеле су санкције против талибана путем Резолуције 1267 Вијећа сигурности Уједињених нација, у којој се од талибана тражи да предају Осаму бин Ладена ради суђења у САД и затворе све терористичке базе у Авганистану. Једина сарадња између Масуда и САД -а у то вријеме била је покушај ЦИА-е да пронађе бин Ладена након бомбардовања 1998. САД и Европска унија нису пружиле подршку Масуду у борби против талибана.
До 2001. у току је промена политике коју су тражили службеници ЦИА-е који су познавали Масуда. Адвокати ЦИА-е, сарађујући са официрима у Одсеку за Блиски исток и Протутерористичком центру, почели су да састављају службени налаз за потпис председника Џорџа Буша млађег, одобравајући тајни програм деловања у Авганистану. Био би то први у деценији који је покушао да утиче на ток авганистанског рата у корист Масуда. Ричард А. Кларк, председавајући Групе за борбу против тероризма при Клинтоновој администрацији, а касније и званичник у Бушовој администрацији, наводно је представио план доласку Бушове саветнице за националну безбедност Кондолизе Рајс у јануару 2001.
Промена америчке политике извршена је у августу 2001. Бушова администрација сложила се око плана за почетак подршке Масуду. Састанак највиших званичника националне безбедности сложио се да ће талибанима бити стављен ултиматум да предају бин Ладена и друге оперативце Ал Каиде. Ако би талибани одбили, САД би пружиле прикривену војну помоћ антиталибанским групама. Ако обе те опције не успеју, "посланици су се сложили да ће Сједињене Државе настојати да сруше талибански режим директнијим деловањем".

#### Атентат на Ахмада Шаха Масуда уочи 11. септембра
Ахмад Шах Масуд био је једини вођа Уједињеног фронта (Сјеверне алијансе) у Авганистану 2001. У подручјима под својом контролом, Масуд је успоставио демократске институције и потписао Декларацију о правима жена. Због тога је један број цивила побегао у подручја под његовом контролом. Укупно се процењује да милион људи бежи из талибана.
Крајем 2000. године, Масуд је позвао неке друге вође авганистанских племена на џиргу у северном Авганистану „ради решавања политичких превирања у Авганистану“. Међу присутнима су били паштунски националисти, Абдул Хак и Хамид Карзаи. Почетком 2001. Масуд и неколико других авганистанских лидера обратили су се Европском парламенту у Бриселу, тражећи од међународне заједнице да пружи хуманитарну помоћ. Авганистански изасланик је устврдио да су талибани и Ал Каида увели "врло погрешну перцепцију ислама" и да без подршке Пакистана и Осаме бин Ладена талибани неће моћи да одрже своју војну кампању још годину дана. Массоуд је упозорио да су његове обавјештајне службе прикупиле информације о скором нападу великих размјера на тло САД.
Дана 9. септембра 2001, два Алжирца који говоре француски говорећи да се представљају као новинари убили су Масуда у самоубилачком нападу у авганистанској провинцији Такхар. Двојица починилаца касније су наводно били чланови Ал Каиде. Они су интервјуисали Масуда пре него што су активирали бомбу скривену у њиховој видео камери. Обојицу наводних људи Ал-Каиде касније су убили Масудови стражари. Масуд је изгубио живот на путу хеликоптером до болнице преко границе у Таџикистану. Његовој сахрани у родној долини Пањшир присуствовало је на хиљаде људи.

### Напади 11. септембра 2001.
Ујутро 11. септембра 2001, укупно 19 арапских мушкараца - од којих је 15 из Саудијске Арабије - извело је четири координирана напада у Сједињеним Државама. Отета су четири комерцијална путничка авиона. Отмичари-чланови ћелије Ал Каиде у Хамбургу намерно су налетели на два авиона у торњеве близнакиње Светског трговинског центра у Њујорку, убивши све у авиону и више од 2.000 људи у зградама. Обје зграде су се срушиле у року од два сата од оштећења насталих у судару, уништавајући оближње зграде и оштећујући друге. Отмичари су срушили трећи авион у Пентагон у Арлингтону у Вирџинији, недалеко од Вашингтона. Четврти авион се срушио на поље у близини Шанксвилеа, у руралној Пенсилванији, након што су неки његови путници и посада покушали да преузму контролу над авионом, који је отмичари су се преусмерили ка Вашингтону, да би гађали Белу кућу или Капитол САД. Нико на летовима није преживео. Према Министарству здравља државе Њујорк, број жртава међу хитним интервенцијама, укључујући ватрогасце и полицију, износио је 836 од јуна 2009. Укупно је погинуло 2.996, укључујући 19 отмичара.

### Ултиматум САД талибанима
Талибани су јавно осудили нападе 11. септембра. Амерички предсједник Џорџ В. Буш поставио је ултиматум талибанима да предају Осаму бин Ладена, "одмах затворити сваки камп за обуку терориста, предати сваког терористу и његове присталице и дати Сједињеним Државама потпуни приступ камповима за обуку терориста на инспекцију". Талибани су то одбили, рекавши да је Осама бин Ладен заштићен традиционалним паштунским законима о гостопримству. У наредним недељама и на почетку америчке и НАТО инвазије на Авганистан, талибани су захтевали доказе о бин Ладеновој кривици, а затим су понудили предају Осаме бин Ладена. Званичник Бушове администрације касније је изјавио да њихови захтеви "нису предмет преговора" и да је "време да талибани сада делују".
Након америчке инвазије, талибани су одбили предати Бин Ладена САД, умјесто тога изразили вољу да га предају трећој земљи која "никада не би била под притиском Сједињених Држава" ако се изнесу додатни докази о кривици. Сједињене Државе су одговориле наставком бомбардовања аеродрома Кабул и других градова. Са своје стране, Ал Каида је запретила даљим нападима на Велику Британију и Сједињене Државе. Хаџи Абдул Кабир, трећа најмоћнија фигура у владајућем талибанском режиму, рекао је новинарима: "Ако се талибанима пружи доказ да је Осама бин Ладен умешан, били бисмо спремни да га предамо трећој земљи." На састанку у Исламабаду у октобру, Вакил Ахмед Мутавакил, министар иностраних послова Авганистана, понудио је да се Осама бин Ладен уклони из притвора Организације исламске сарадње (ОИЦ) како би му се судило за терористичке нападе 11. септембра. Мутавакил је до овог тренутка одустао од услова да САД доставе доказе о умешаности Осаме бин Ладена у нападе 11. септембра као предуслов за трансфер Осаме бин Ладена из Авганистана у ОИЦ ради суђења. Амбасадор талибана у Пакистану Абдул Салам Заеф рекао је 13. септембра 2001. године да ће талибани размотрити изручење бин Ладена ако постоје чврсти докази који га повезују са нападима. Иако је Осама бин Ладен на крају преузео одговорност за нападе 11. септембра, он је 2004. године порекао да је имао било какву умешаност у изјаву објављену 17. септембра 2001. године и у интервјуу 29. септембра 2001.
Стејт департмент је у допису од 14. септембра затражио од талибана да предају све познате сараднике Ал Каиде у Авганистану, да доставе обавештајне податке о бин Ладену и његовим подружницама и да протерају све терористе из Авганистана. Дана 18. септембра, директор пакистанске обавештајне службе међу службама, Махмуд Ахмед, пренео је ове захтеве мули Омару и вишем руководству талибана, чији одговор "није био негативан по свим тачкама". Махмуд је известио да је талибанско руководство било у „дубокој интроспекцији“ и чекало препоруку великог савета верских свештеника који се окупљао да одлучи о том питању. Дана 20. септембра, предсједник Буш је у обраћању Конгресу затражио од талибана да испоруче бин Ладена и друге осумњичене терористе и униште базе Ал Каиде. "Ови захтјеви нису отворени за преговоре или расправу. Талибани морају дјеловати и дјеловати одмах. Предат ће терористе или ће учествовати у њиховој судбини."
Истог дана, велико веће од преко 1.000 муслиманских свештеника из целог Авганистана, које је сазвано да одлучи о судбини бин Ладена, издало је фетву изражавајући тугу због смрти у нападима 11. септембра, препоручујући Исламском Емирату Авганистан да "убеди" бина Оптерећени да напусте своју земљу и позивају Уједињене нације и Организацију исламске сарадње да спроведу независну истрагу о „недавним догађајима како би се разјаснила стварност и спречило узнемиравање невиних људи“. Фетва је даље упозорила да, ако се Сједињене Државе не сложе са својом одлуком и нападну Авганистан, "џихад постаје наредба за све муслимане." Међутим, истог дана, талибански амбасадор у Пакистану рекао је: "Нећемо предати Осаму бин Ладена нити га замолити да напусти Авганистан."
Представници талибана у Пакистану 21. септембра су пркосно реаговали на захтеве САД. Заеф је рекао да су талибани спремни, ако је потребно, за рат са Сједињеним Државама. Његов заменик Сухеил Шахин упозорио је да ће америчка инвазија имати исту судбину која је у претходним вековима задесила Велику Британију и Совјетски Савез. Он је потврдио да је одлука свештеника "само препорука" и да се од бин Ладена неће тражити да напусти Авганистан. Али предложио је: "Ако Американци пруже доказе, сарађиваћемо с њима ... У Америци, ако мислим да сте терориста, да ли је правилно оправдано да вас треба казнити без доказа?", Упитао је. "Ово је међународни принцип. Ако користите принцип, зашто га не примените на Авганистан?" Како је раније формулисао Мула Омар, захтјев за доказом био је повезан са приједлогом да се бин Ладен преда на суђење пред исламски суд у другој муслиманској земљи. Он није одговорио на захтјеве да преда друге осумњичене терористе или затвори кампове за обуку.
Махмуд је 24. септембра рекао америчком амбасадору у Пакистану да ће, иако су талибани "слаби и лоше припремљени да се суоче са америчким нападом", "права победа доћи кроз преговоре", јер ако се талибани елиминишу, Авганистан ће се вратити војном режиму. Он је 28. септембра предводио делегацију од осам пакистанских вјерских поглавара како би убиједио Мулу Омара да прихвати да вјерски поглавари из исламских земаља испитају доказе и одлуче о судбини бин Ладена, али је Мула Омар то одбио.
Буш је 28. септембра прокоментарисао: "Прво, нема преговора са талибанима. Они су чули шта сам рекао. И сада могу да делују. И не очекујемо само господина бин Ладена да га испоруче и приведу правди; сви који су повезани са његовом организацијом су у Авганистану. И не само они који су директно повезани са господином бин Ладеном, сваки терориста који је смештен и храњен у Авганистану мора бити предат. И на крају, очекујемо потпуно уништење терористичких кампова. То сам им рекао; на то мислим. И очекујемо од њих - очекујемо да не само чују шта говорим већ и да учине нешто по том питању."
Мула Омар пристао је 1. октобра на приједлог Казија Хусеина Ахмада, шефа најзначајније пакистанске исламске партије, Џамат-и-Ислами, да се бин Ладен одведе у Пакистан, гдје ће бити задржан у кућном притвору у Пешавару и суђено пред међународним судом у оквиру шеријатског права. Речено је да је предлог добио бин Ладеново одобрење. Пакистански председник Первез Мушараф блокирао је план јер није могао да гарантује безбедност бин Ладена. Заеф је 2. октобра апеловао на Сједињене Државе да преговарају: "Не желимо да усложњавамо проблеме људи, земље или региона." Он је рекао: "Авганистанском народу је потребна храна, потребна му је помоћ, потребно му је склониште, а не рат." Међутим, поновио је да се бин Ладен неће предати никоме осим ако се не предоче докази.
Портпарол америчког Стејт департмента, одговарајући на питање о размени доказа са талибанима, рекао је: "Мој одговор је, пре свега, то што ми се више допада као захтев за одлагање и расипање, а не као било какав озбиљан захтев. И друго, они су већ су закаснили. Они већ захтевају резолуције Уједињених нација које се односе на бомбашке нападе у источној Африци да предају Ал-Каиду, предају њихово вођство и да затворе мрежу операција у својој земљи. даље одлагање. Нема разлога тражити ништа друго. Они су већ под овом међународном обавезом и морају је испунити." Британски премијер Тони Блер позвао је талибане да "предају терористе или предају власт".
Ипак, неки докази о умешаности Бин Ладена у нападе 11. септембра приказани су пакистанској влади, чији су лидери касније изјавили да материјали које су видели "пружају довољну основу за подизање оптужнице на суду". Пакистански ИСИ генерал-потпуковник Махмуд Ахмед поделио је информације које су му доставиле САД са талибанским лидерима. Британска влада је 4. октобра јавно објавила документ у којем сумира доказе који повезују бин Ладена са нападима. У документу се наводи да су талибани у прошлости више пута упозоравани да скривају бин Ладена, али су одбили да га предају на захтев међународне заједнице. Талибанима су достављени докази о умешаности бин Ладена у бомбашке нападе на амбасаду 1998. године, али они нису учинили ништа.
5. октобра талибани су понудили суђење бин Ладену на авганистанском суду, све док су САД пружале оно што су назвале „чврстим доказима“ о његовој кривици. Влада Сједињених Држава одбацила је захтев за доказивање као "захтев за одлагање или сужавање"; Заповједник НАТО-а Џорџ Робертсон рекао је да су докази "јасни и увјерљиви". Дана 7. октобра, када је започела америчка кампања бомбардовања из ваздуха, председник Буш је игнорисао питања о понуди талибана и уместо тога рекао: "Дато је потпуно упозорење и време истиче." Истог дана, Стејт департмент је дао Последњу поруку пакистанској влади и талибанима: „Предајте све вође Ал-Каиде или ће „сваки стуб талибанског режима бити уништен.”
Буш је 11. октобра рекао талибанима: "Још увек имате другу прилику. Само га уведите и поведите његове вође и поручнике и друге насилнике и криминалце." Дана 14. октобра Абдул Кабир, трећи по реду талибански вођа, понудио да преда бин Ладена неутралној трећој земљи ако америчка влада пружи доказе о његовој кривици и заустави кампању бомбардовања. Очигледно није одговорио на захтјев да преда друге осумњичене терористе осим бин Ладена. Председник Буш је одбио понуду као да се о њој не може преговарати. 16. октобра, Мутавакил, талибански министар иностраних послова, дао је компромисну понуду која је одбила захтев за доказима. Међутим, Мутавакил није био део ужег круга талибана; желео је да бомбардовање престане како би могао покушати да убеди Мулу Омара да усвоји компромис.

## Инвазија САД и НАТО на Авганистан

### Припреме за напад
Под свеукупним вођством генерала Томија Френкса, врховног команданта Централне команде САД, четири главне радне групе су подигнуте за подршку Операцији Трајна слобода: Комбинована здружена оперативна оперативна група за специјалне операције (ЦЈСОТФ), Комбинована заједничка оперативна група планина (ЦЈТФ- Моунтаин), Заједничка међуресорска оперативна група за борбу против тероризма (ЈИАТФ-ЦТ) и Коалициона заједничка радна група за цивилно-војне операције (ЦЈЦМОТФ).
ЦЈСОТФ је био мешавина црно-белих СОФ-а и састојао се од три подређене оперативне групе: Заједничка оперативна група за специјалне операције-Север (ЈСОТФ-Север-позната као Бодеж радне групе), Заједничка оперативна група за специјалне операције-Југ (ЈСОТФ-Југ-позната као Задатак Форс К-Бар) и Мач радне групе (касније преименован у Таск Форс 11). Бодеж радне групе основан је 10. октобра 2001. године, предвођен пуковником Џејмсом Малхоландом и формиран је око његове пете групе специјалних снага уз подршку хеликоптера са 160. СОАР -а, Бодеж је додељен северу Авганистана. Оперативна група К-Бар, такође основана 10. октобра, додељена је јужном Авганистану, предвођена капетаном морнарице СЕАЛ Робертом Харвардом и формирана је око поморске групе за специјално ратовање коју чине тимови СЕАЛ 2, 3 и 8 и зелене беретке из 1. батаљона, 3. Група специјалних снага. Радна група је углавном спроводила мисије СР и ССЕ, иако су неке треће СФР службене развојне операције дате страној унутрашњој одбрани и неконвенционалној ратној улози - саветујући антиталибанске милиције. Мач радне групе, основан почетком октобра 2001. године, био је црначка јединица СОФ-а под директном командом Заједничке команде за посебне операције (ЈСОЦ). Ово је била такозвана снага ловац-убица чији је примарни циљ био хватање или убијање вишег руководства и мета велике вредности (ХВТ) унутар Ал Каиде и Талибана. Мач је у почетку био састављен од компоненте две ескадриле оператора из Делта Форс-а (Таск Форс Грин) и ДЕВГРУ-а (Таск Форс Блу) које су подржавали тимови заштитних снага Ренџера (Таск Форс Ред) и ИСА сигнали за пресретање и надзор оператора (Таск Форс Оранџ) и 160. СОАР (Таск Форс Бровн). Британска специјална служба за пловила интегрисана је директно у структуру Мачева.
Упоредо са радним групама СОФ-а дјеловале су углавном конвенционалне ЦЈТФ-планине. Планина се у почетку састојала од три подређене команде, али само једна је била снага специјалних операција - Таск Форс 64, група специјалних снага изграђена око ескадриле сабља из аустралијског САС-а. Амерички маринци су допринели Оперативној групи 58, коју чини 15. МЕУ, а коју је касније заменила Оперативна група Ракасан. ЈИАТФ-ЦТ (познатији као Таск Форс Боуви), предвођен бригадним генералом Геријем Харелом, био је обавјештајна активност интеграције и фузије којом су управљали припадници свих јединица операција Трајна слобода-Авганистан (ОЕФ-А), америчких, коалиционих и велики број цивилних обавештајних агенција и агенција за спровођење закона. Боуви је бројао 36 војних лица и 57 из агенција попут ФБИ-а, НСА-е и ЦИА-е, као и официре за везу из коалиционог СОФ-а. Административно уграђен у Боуви био је Јединице за специјалне операције (АФО). АФО је била извиђачка јединица од 45 људи коју су чинили извиђачки стручњаци Делта Форс, повећани одабраним СЕАЛ-овима из ДЕВГРУ-а и подржани од ИСА-иних техничких стручњака. АФО је подигнут да подржава ТФ Сворд и био је задужен за обавештајну припрему бојног поља, блиско сарађујући са ЦИА -ом и извештавајући директно ТФ Сворд. АФО је спровео тајно извиђање - слањем малих тимова од 2 или 3 човека у „Двориште“ Ал Каиде уз границу са Пакистаном, оператери АФО-а би распоредили осматрачнице како би посматрали и извештавали о кретању и броју непријатеља, као и извиђању животне средине; велики део посла се обављао пешке или АТВ -има. Коначна радна група која подржава ОЕФ-А био је ЦЈЦМОТФ, који је имао одговорност управљања цивилним пословима и хуманитарним напорима.
Дана 26. септембра 2001, петнаест дана након напада 11. септембра, САД су тајно (хеликоптером Ми-17 под контролом ЦИА-е) убациле седам или осам припадника ЦИА-иног Одељења за посебне активности и Центра за борбу против тероризма (ЦТЦ) у долина Пањшир, северно од Кабула. Предвођен Гаријем Счроеном, тим је укључивао заменика команданта и бившег капетана специјалних снага Фил Рајли, бившег морнаричког специјалног борца; бивши војни падобранац; и „Тод, бивши маринац и комуникатор тима.“ Они су формирали тим за везу Северног Авганистана, познат по позивном знаку „Џаубрејкер“. Осим специјализоване људске имовине, тим је донео три картонске кутије напуњене са 3 милиона долара у новчаницама од 100 долара како би купио подршку. Џаубрејкер се повезао са генералом Мохамедом Фахимом, командантом снага Северне алијансе у долини Пањшир, и припремио пут за увођење специјалних снага војске у регион‍:127ff. Џаубрејкер тим је донио сателитску комуникацију која је омогућила да њени обавјештајни извјештаји буду одмах доступни особљу штаба у Ленглију и Централној команди (ЦЕНТЦОМ), који су били одговорни за операције Мјесечев вјетар и Операцију Трајна слобода. Тим је такође проценио потенцијалне циљеве операције Полумесечев ветар, обезбедио екстремни ЦСАР и могао би да обезбеди БДА за ваздушну кампању.
Британски министар спољних послова Џек Страу 28. септембра 2001. одобрио је распоређивање официра МИ6 у Авганистан и регион, користећи људе умешане у муџахедине осамдесетих година 20. века, а који су имали језичко знање и регионалну стручност. Крајем месеца, шачица официра МИ6 са буџетом од 7 милиона долара искрцала се у североисточном Авганистану, састали су се са генералом Мохамедом Фахимом из Северне алијансе и почели да раде са другим контактима на северу и југу како би изградили савезе, како би осигурали подржати и подмитити што више талибанских команданата да промене страну или напусте борбу.

### Војне операције НАТО и Талибанска побуна

#### 2001
Дана 7. октобра 2001, САД су званично започеле војне операције у Авганистану. Ваздушни удари пријављени су у Кабулу, на аеродрому, у Кандахару (дом Муле Омара) и у граду Џалалабаду. Дан пре почетка бомбардовања, Хјуман рајтс воч је издао извештај у коме се позива да се Северној Алијанси не даје војна подршка због њихових људских права.
У 17:00 часова председник Буш је у свом обраћању нацији потврдио ваздушне ударе, а премијер Блер се такође обратио својој нацији. Буш је изјавио да ће на мети бити талибанске војне локације и полигони за обуку терориста. Храна, лекови и залихе били би препуштени "изгладњелим и напаћеним мушкарцима, женама и деци Авганистана". Већина талибанских застарјелих ракета СА-2 и СА-3 земља-ваздух, као и предвиђени радари и командне јединице, уништени су прве ноћи заједно са малом флотом талибана МиГ-21 и Су-22.
Амерички авиони бомбардовали су кампове за обуку и талибанску противваздушну одбрану, укључујући хеликоптерске топовњаче Апачи из 101. бригаде борбене авијације. Крстарице, разарачи и подморнице Краљевске морнарице америчке морнарице лансирале су неколико крстарећих ракета Томахавк.
Удари су се у почетку фокусирали на Кабул, Џалалабад и Кандахар. У року од неколико дана већина талибанских полигона је озбиљно оштећена, а противваздушна одбрана уништена. Кампања се фокусирала на командне, контролне и комуникацијске циљеве. Фронт према Северној алијанси се одржао и ту нису постигнути успеси на бојном пољу.
Током ових првих ваздушних напада гарнизон бригаде 055 у близини Мазар-и-Шарифа био је један од првих циљева америчких авиона. Доналд Рамсфелд описао је трупе као "копнене снаге у којима доминира Ал Каида".
Бин Ладен је раније објавио видео снимак у којем осуђује све нападе у Авганистану.
Дана 18. октобра 2001, Оперативни одред Алфа (ОДА) тимови 555 и 595, оба тима од 12 људи из Зелених беретки из 5. групе специјалних снага, плус борбени контролори ваздушних снага, хеликоптером су пребачени из авиона Карши-Канабад База у Узбекистану: 127 km више од 300 km преко 4.900 метара хиндукушких планина у условима нулте видљивости помоћу два хеликоптера МХ-47Е Чинук из 2. батаљона 160. СОАР до Дари-а- Долина Соуф, јужно од Мазар-е-Шарифа. Чинукси су пуњени горивом током лета три пута током 11-часовне мисије, чиме је успостављен нови светски рекорд у тадашњим мисијама борбених ротора. Повезали су се са ЦИА-ом и Сјеверном алијансом. У року од неколико недеља, Северна алијанса је уз помоћ америчких копнених и ваздушних снага заузела неколико кључних градова од талибана.
Средином октобра 2001. ескадрила А и Г британског 22. пука САС, појачана припадницима територијалних пукова САС, распоређена је на северозападу Авганистана у знак подршке ОЕФ-а. Изводили су углавном беспријекорне извиђачке задатке под кодним називом Операција Детерминатор, ниједан од ових задатака није довео до непријатељског контакта; путовали су Ланд Ровер пустињским патролним возилима (познатим као Пинкис) и модификованим АТВ-овима. После две недеље, са сушењем мисија, обе ескадриле су се вратиле у своје касарне у Великој Британији.
У ноћи 19. октобра 2001, 200 ренџера из 3. батаљона, 75. ренџерског пука, падобраном се спустило са 4 авиона Локид МЦ-130 на "Објектив Рино", десантни појас јужно од Кандахара, покривен топовњачама АЦ-130. Пре него што су Ренџерси пали, место су омекшали невидљиви бомбардери Б-2 Спирит. Ренџери нису наишли на готово никакав отпор, осим усамљеног талибанског борца који је брзо угушен, осигуравајући циљ. Мале талибанске снаге монтиране у камионете који су покушали да истраже уочили су и уништили АЦ-130. Ренџери су обезбеђивали сигурност, док је ФАРП (Forward Arming and Refuelling Point) успостављен коришћењем мехурића горива из МЦ-130; мисија је отворила пут за каснију употребу узлетишта 15. маринске експедиционе јединице као ФОБ Рхино, која ће бити међу првим конвенционалним снагама које су крочиле у Авганистан. У самој операцији није било жртава (два ренџера су задобила лакше повреде у самом скоку), мада су два ренџера додељена ЦСАР елементу који подржава мисију погинула када се њихов хеликоптер МХ-60Л срушио на Објектив Хонду у Пакистану, привремено место за постављање користи компанија Ренџерс од 3/75. Хеликоптер се срушио због застоја.
У исто време, ескадрила оперативаца Делта Форс-а коју су подржали ренџери из Таск Форце Сворд -а извела је операцију изван Кандахара на локацији познатој као Објецтиве Гецко - њен циљ је био Муллах Омар, за кога се сумњало да је био на свом летњем повлачењу у брдима изнад Кандахара. Четири хеликоптера МХ-47Е полетела су са УСС Китти Хавк (која је служила као база СОФ) у Индијском океану са 91 војником. Јуришни тимови извучени су из Делте, док су тимови из Ренџерса осигурали периметар и блокирали положаје с људством. Пре него што су војници убачени, циљно подручје је омекшано припремном ватром из АЦ-130 и МХ-60Л директног дејства. Нападачи нису наишли на отпор на мети и није било трага вођи талибана, па су прешли на експлоатацију циљане локације за било какву обавештајну информацију, док су њихови хеликоптери слетели у Рино да допуне гориво у новооснованом ФАРП-у. Док су се тимови припремали за извлачење, значајне талибанске снаге приближиле су се комплексу и напале америчке снаге ватром из лаког наоружања и РПГ -овима. Оператори Делта Форс-а и Ренџери ангажовали су побуњенике и дошло је до велике борбе. Прикључени борбени контролор усмеравао је ватру из орбитирајућих АЦ-130 и ДАП-ова у орбити, омогућавајући нападним снагама да прекину контакт и повуку се у хитну хеликоптерску десантну зону (ХЛЗ). Један од МХ-47Е изгубио је склоп точка након што је ударио у сложени зид у окршају како би извукао силу земље. У борби је погинуло око 30 талибанских бораца; није било погинулих америчких војника, али је рањено 12 оператора Делте. Планови Делте да остави извиђачки тим који остаје у том подручју били су прекинути одговором та. Зелене беретке, ОДА 595, подијељене су у два елемента, Алфа и Браво. Алфа је јахао на коњу са узбекистанским војсковођом генералом Достумом у његов штаб да планира предстојећи напад на Мазар-е-Шариф. Браво је добио задатак да очисти долину Дари-а-Соуф од талибана и отпутује у планине Алма Так да би добро сагледао своје подручје деловања либана.
20. октобра 2001. године, алфа елемент ОДА 595 водио је у првој бомби ЈДАМ са Б-52, импресионирајући генерала Достума, који се убрзо ругао талибанима преко њихових радио фреквенција. У оквиру својих операција, Американци су емитирали у радијским емисијама у Пашту и Дарију позивајући Ал-Каиду и талибанске криминалце који нису били прави муслимани и обећавали 25 милиона америчких долара свима који би дали информације о томе гдје се налази бин Ладен.
Две недеље након почетка кампање, Северна алијанса је захтевала да се ваздушна кампања више фокусира на прве линије фронта. Неколико јединица из састава Оперативног одреда Алфа 5. групе специјалних снага САД било је у пратњи Тактичке партије ваздушне контроле УСАФ-а. Позвали су ваздушне нападе на циљеве, гађали талибанска возила, противавионско оружје, оклопна возила, њихове ровове и залихе муниције.
Дана 23. октобра, ОДА 585 се инфилтрирала у подручје у близини Кундуза како би радила заједно са војсковођом Бурилах Каном.
Сједињене Државе су извеле сопствену операцију психолошког ратовања са авионима ЕЦ-130Е Цоммандо Соло који су емитовали радио преносе у Дарију и Пашту авганистанском цивилном становништву. Радио је испуштен са хуманитарним пакетима који су фиксирани да примају само вести и авганистанску музику са радио станице Коалиције. Авиони за специјалне операције ваздушних снага такође су бацили огроман број летака Пси Опс-а, осуђујући Талибане и Ал Каиду као криминалце који су уништили Авганистан и промовишу награду од 25 милиона долара која је стављена на главу Бин Ладена.
Ловачки бомбардери Ф/А-18 Хорнет са носача погодили су талибанска возила у касетним ударима, док су други авиони бомбардовали одбрану талибана. Почетком новембра амерички авиони напали су прве редове бомбама резачима и АЦ-130.
До 2. новембра фронтални положаји талибана били су девастирани и чинило се да је марш на Кабул могућ. Према писцу Стивену Тејнеру,
Након месец дана америчке кампање бомбардовања, из Европе, са Блиског истока и из Пакистана у Вашингтон је почело да стиже гласање, где је Мушараф затражио прекид бомбардовања. Започевши рат са највећим замисливим резервоаром моралног ауторитета, САД су биле на ивици да му дозволе да исклизне кроз нападе на високом нивоу користећи најстрашније изуме до којих су научници могли доћи.
Такође 2. новембра, ОДА 553 од 10 људи убачена је у Бамаин и повезана са снагама генерала Кареема Кахлилија; ОДА 534 је такође убачена у долину Дари-а-Балх, након што је време одлагало неколико ноћи, њена улога је била да подржи генерала Мохамеда Ата шефа милиције Џамат-е-Ислами. Поред Зелених беретки био је мали елемент оперативаца ЦИА САД.
Браво тим ОДА 595 извео је властите зрачне нападе у долини Дари-а-Соуф, пресјекавши и уништивши појачање талибана и осујетивши његове покушаје да растерети своје борбене снаге на сјеверу. Кумулативно, скоро стални ваздушни напади почели су да имају одлучујући ефекат и талибани су почели да се повлаче према Мазар-е-Схарифу. Следиле су Достумове снаге и Алпха тим са ОДА 595, застајући само да би бацили нове бомбе на талибанске разбијаче користећи њихов ласерски означивач снага специјалних операција (СОФЛАМ), уређај који емитује ласерску нишанску тачку коју може пратити паметна бомба, као што је ЈДАМ.
На Шомалијским равницама, ОДА 555 и тим ЦИА Џаубрејкер-а повезани са снагама Фахима Кана почели су да позивају ваздушне нападе на укорењене талибанске положаје на југоисточном крају бивше совјетске ваздушне базе у Баграму. Зелене беретке поставиле су осматрачницу у напуштеном торњу за контролу летења и са савршеним видокругом, вођене у две бомбе БЛУ-82 Даиси Цуттер које су уништиле талибанске линије, физички и психички. До 5. новембра 2001, напредовање Достума и његових снага заустављено је у селу Баи Бецхе које су држали талибани у стратешки виталној долини Дари-а-Соуф. Два ранија напада Северне алијансе потиснута су од укорењених талибана; Достум је припремио своје људе да прате бомбардовање са Б-52 са коњичким нападом, али један од Достумових поручника погрешно је разумео наређење и послао је око 250 узбечких коњаника који су јурили према талибанским линијама док се Б-52 коначно приближио, три или четири бомбе су на време пале на талибанске положаје и коњица је успела да сломи леђа браниоцима талибана.
Дана 8. новембра, ОДА 586 и 594 инфилтриране су у Авганистан у авионима МХ-47 и покупиле их на авганистанско/таџикистанској граници авиони МИ-17 које је управљала авио-грана САД. ОДА 586 распоређена у Кундуз са снагама генерала Дауд Кана и ОДА 594 распоређене у Пањшир да помогну људима из ОДА 555.
Буш је отишао у Њујорк 10. новембра 2001. године да се обрати Уједињеним нацијама. Рекао је да не само да су САД у опасности од даљњих напада, већ су то учиниле и све остале земље свијета. Тејнер је приметио: "Његове речи су имале утицаја. Већина света је обновила подршку америчким напорима, укључујући обавезе материјалне помоћи из Немачке, Француске, Италије, Јапана и других земаља."
Борци Ал Каиде преузели су сигурност у авганистанским градовима. Трупе Северне алијансе планирале су да заузму Мазари Шариф, пресекавши талибанске водове за снабдевање и омогућивши опреми да стигне са севера, а затим нападну Кабул.
Током првих месеци, америчка војска је имала ограничено присуство на терену. Специјалне снаге и обавештајни официри са војном позадином били су у вези са авганистанским милицијама и напредовали су након што су талибане омеле ваздушне снаге.
Планине Тора Бора леже отприлике источно од Кабула, на пакистанској граници. Амерички аналитичари су веровали да су Талибани и Ал Каида ископали иза утврђених мрежа пећина и подземних бункера. Подручје је подвргнуто тешком бомбардовању Б-52.
Циљеви САД и Сјеверне алијансе почели су се разликовати. Док су САД наставиле потрагу за Осамом бин Ладеном, Северна алијанса је хтела да докрајчи талибане.
Мазари Шариф је био важан јер је дом Светишта Али или "Плаве џамије", светог муслиманског места, и зато што је значајно транспортно чвориште са два велика аеродрома и главним путем снабдевања који води у Узбекистан. Заузимање града омогућило би хуманитарну помоћ за ублажавање пријетеће кризе хране, која је пријетила глађу више од шест милиона људи. Многи од оних којима је била хитна потреба живели су у руралним подручјима јужно и западно од Мазари Шарифа. Дана 9. новембра 2001. године, снаге Сјеверне алијансе, под командом Достума и устадског Атта Мохаммеда Ноора, савладале су отпор прелазећи мост Пули Имам Бухри и заузеле главну војну базу и аеродром у граду.
ОДА 595 и ОДА 534 и седам припадника ЦИА -ине Одељења за посебне активности помагали су око 2000 припадника Северне алијансе који су напали Мазари Шарифа на коњима, ногама, камионетима и оклопним возилима БМП носачи особља. Америчке снаге су користиле блиску ваздушну подршку, коју су користиле за уништавање оклопних возила. Након кратке, али крваве 90-минутне битке, талибани су се повукли, што је изазвало прославе.
Пад града био је "удар тела" на талибане и на крају се показао као "велики шок", будући да је Централна команда САД (ЦЕНТЦОМ) првобитно веровала да ће град остати у рукама талибана добро до следеће године и свака потенцијална битка захтевала би „веома споро напредовање“.
Тимови америчке војске за цивилна питања из 96. батаљона за цивилне послове и тимови за тактичке психолошке операције из 4. групе за психолошке операције распоређени и на Зелене беретке и на бодеж Оперативне групе одмах су распоређени у Мазај Шарифу како би помогли у освајању срца и умова становника.
Након гласина да је Мула Дадула кренуо у поновно освајање града са чак 8.000 бораца, хиљаду америчких војника 10. планинске дивизије пребачено је авионом у град, што је омогућило прву чврсту позицију са које се могло доћи до Кабула и Кандахара. Америчко ваздухопловство је сада имало аеродром који им је омогућио да лете више летова за мисије снабдевања и хуманитарну помоћ.
Снаге које подржавају САД почеле су одмах да емитују програм са радија Мазари Шариф, бившег талибанског гласа шеријатског гласа, укључујући и адресу бившег председника Рабанија.
Дана 10. новембра, оператери из Ц ескадриле СБС убацили су се преко два Ц-130 у недавно заузети аеродром Баграм и изазвали тренутну политичку дилему са руководством Северне алијансе, које је тврдило да се Британци нису консултовали око распоређивања. Британска влада није дала никакво упозорење нити је тражила дозволу од Северне алијансе за распоређивање. Министар вањских послова Сјеверне алијансе Абдулах Абдулах био је "апоплектичан" јер је сматрао да је непозвани долазак кршење суверенитета и огорчено се жалио шефу теренске канцеларије ЦИА-е, пријетећи оставком ако се Британци не повуку. Међутим, британска влада је упозорила заменика шефа мисије Уједињених нација у Авганистану да су распоредиле трупе у Баграм, иако у кратком року. Стигавши првим летом, бригадир Грим Ламб, тада директор специјалних снага, једноставно је игнорисао Абдулаха и одвезао се у долину Пањшир, где је одао почаст гробу Ахмада Шаха Масуда и разговарао са челницима Северне алијансе. Британски министар спољних послова покушао је да увери Северну алијансу да распоређивање није претходница британске мировне војске, али им вође Северне алијансе нису поверовале; уз претњу да ће Северна алијанса отворити ватру на долазеће транспорте трупа РАФ-а, распоређивање је стављено на чекање.
11. новембра, на централном северу Авганистана, ОДА 586 саветовала је генерала Дауда Кана изван града Талокана и координирала скуп припремних ваздушних напада када је генерал све изненадио лансирањем импровизованог масовног пешадијског напада на талибане који су држали град. Пре него што је прва бомба могла бити бачена, град је пао.
У ноћи 12. новембра, талибанске снаге су побегле из Кабула под окриљем мрака. Снаге Северне алијансе (уз подршку ОДА 555) стигле су следећег поподнева, наишавши на групу од двадесетак бораца који су се скривали у градском парку. Ова група је погинула у 15-минутној бици са оружјем. Након што су ове снаге неутралисане, Кабул је био у рукама коалиционих снага.
Пад Кабула започео је каскадни колапс положаја талибана. У року од 24 сата пале су све авганистанске провинције дуж иранске границе, укључујући и Херат. Локални паштунски команданти и војсковође заузели су читав североисточни Авганистан, укључујући Џалалабад. Талибански застоји на северу вратили су се у северни град Кундуз. До 16. новембра последње талибанско упориште на северу Авганистана било је под опсадом. Скоро 10.000 талибанских бораца, предвођених страним борцима, наставило је да пружа отпор. До тада су талибани били присиљени да се врате у своје срце у југоисточном Авганистану око Кандахара.
На другим местима у Авганистану, британске и америчке специјалне снаге придружиле су се Северној алијанси и другим авганистанским опозиционим групама да заузму Херат у новембру 2001. Канада и Аустралија су такође распоредиле снаге. Друге земље су дале дозволе за базирање, приступ и прелет.
Као резултат свих губитака, преживели припадници талибана и Ал Каиде повукли су се према Кандахару, духовном родном месту и дому талибанског покрета и Тора Боре.
До 13. новембра снаге Ал Каиде и талибана, вероватно укључујући и бин Ладена, концентрисале су се у Тора Бори, 50 km југозападно од Џалалабада. Скоро 2.000 бораца Ал Каиде и Талибана учврстило се на положајима у бункерима и пећинама. 16. новембра САД су почеле бомбардовање планинске редуте. Отприлике у исто вријеме, оперативци ЦИА-е и Специјалних снага радили су у том подручју, позивајући локалне војсковође и планирајући напад.
Дана 13. новембра 75. ренџерски пук извео је други борбени падобрански пад у Авганистан. Сигурносни елемент "Ренџер" величине вода, укључујући тим 3 извиђачког одреда "Ренџер", у пратњи 8 специјалних тактичких оператора ваздухопловства, падобраном је скочио на локацију југозападно од Кандахара, кодног назива Бастоњ како би осигурао ФАРП за наставак операције до 160. СОАР-а. Пар терета МЦ-130 ускоро је слетео на импровизовану узлетиште и депоновао четири хеликоптера мале птице АХ-6Ј, лет малих птица је узлетео да погоди талибанску мету у близини Кандахара под именом Објективни росовер. Након што су уништили циљ, Мале птице су се вратиле у ФАРП и наставиле са поновним наоружавањем и пуњењем горива, а затим су покренуле још један напад на другу локацију звану Објектив Раптор. Са завршеном мисијом, Мале птице су се вратиле у ФАРП, натовариле на МЦ-130 и одлетеле назад у Пакистан. Неколико ноћи касније, догодила се слична мисија под кодним називом Операција Немилосрдни удар - овај пут са Ренџерима који су управљали својим модификованим Хамерима и Ланд Роверима да обезбеде удаљену пустињску траку. Ово су биле прве мисије у Авганистану које су извршили пилоти Мале птице 160. СОАР -а, јер хеликоптери нису могли да делују на великим надморским висинама у планинама.
У међувремену, САД су успеле да пронађу и убију човека број три Ал Каиде, Мохамеда Атефа, бомбом у својој кући у Кабулу између 14. и 16. новембра 2001, заједно са својим чуваром Абу Али ал Јафи'ијем и шесторицом других.
Дана 14. новембра 2001, ОДА 574 и Хамид Карзај ушли су у провинцију Урузган преко 4 хеликоптера МХ-60К са малом количином герилаца. Као одговор на приближавање Карзаијевих снага, становници града Таринкота побунили су се и протерали своје талибанске администраторе. Карзај је отпутовао у Таринкот да се састане са градским старешинама. Док је он био тамо, талибани су организовали снаге од 500 људи да поново заузму Таринкот. Карзаијеве мале снаге и амерички контингент, који су чиниле специјалне снаге америчке војске из ОДА 574 и њихов борбени контролор ваздушних снага, технички наредник Алек Јошимото, биле су распоређене испред града како би блокирале њихово напредовање. У великој мери се ослањајући на блиску ваздушну подршку коју је водио Јошимото, америчко-авганистанске снаге успеле су да зауставе напредовање Талибана и отерају их из града.
Пораз талибана код Таринкота био је важна победа за Карзаија, који је победу искористио да регрутује више људи у своју тек основану герилску групу. Његова снага би порасла на врхунац од око 800 људи. 30. новембра напустили су Таринкот и почели да напредују према Кандахару.
Пажња Оперативне групе Бодеж усредсредила се на последње упориште северних талибана, Кундуз; како је бомбардовање Тора Боре расло, опсада Кундузе се настављала. Генерал Даоуд и ОДА 586 покренули су масовне ваздушне нападе коалиције како би деморализовали бранитеље Талибана. Након 11 дана борби и бомбардовања, талибански борци предали су се снагама Сјеверне алијансе 23. новембра. Непосредно прије предаје, пакистански авиони стигли су да евакуишу обавјештајне и војне особе које су помагале у борби талибана против Сјеверне алијансе. Наводно је авио-превозом евакуисано до пет хиљада људи, укључујући талибане и трупе Ал Каиде.
Након политичке расправе са британским премијером Тонијем Блером, САС је добио задатак директне акције-уништење фабрике опијума повезане са Ал Каидом. Објекат се налазио 400 km (250 mi) југозападно од Кандахара, у њему је било између 80 и 100 страних бораца, са одбраном која се састоји од рововских линија и неколико импровизованих бункера. САС-у је наређено да нападне објекат током целог дана: рокове је одредио ЦЕНТЦОМ и заснивали су се на расположивости средстава ваздушне подршке-обезбеђен је само један сат ваздушне подршке на позив. Време је значило да ескадриле нису могле извршити детаљно извиђање локације прије почетка напада. Упркос овим факторима, командант 22 САС-а прихватио је мисију. Циљ је био низак приоритет за САД и вероватно би био уништен из ваздуха да се Британци нису залагали за већу улогу у Авганистану; Заповједници америчких СОФ-а чували су циљеве својих јединица. Стратешки значај објекта никада није у потпуности објашњен.
Мисија је започела у новембру 2001. године, када је патрола од 8 људи из ваздушне трупе Г ескадриле извела пук први ратни скок падобраном ХАЛО - на неплодну пустињску локацију у Регистану како би тестирала његову подобност као импровизовано узлетиште за искрцавање главних јуришних снага у Ц-130 Херкулес. Напредни тим Аир Труп-а потврдио је да је то прикладно, а касније тог дана почела је слетати флота Ц-130, од којих се сваки спустио довољно дуго да се САС искрца у њихова возила. Оператери из ескадриле А и Г возили су директно са рампи док су се авиони кретали дуж пустињског појаса пре него што је авион поново полетео; ескадриле су се возиле у 38 Ланд Ровер „пинкија“, 2 логистичка возила и 8 Кавасаких џипова, формирали су се и наставили према циљу. Један Ланд Ровер се покварио због проблема са мотором, возило је остављено, а његова трочлана посада остала је да га чува (изабрани су када су снаге за напад попуњене). Јуришне снаге довеле су се до претходно договореног места формирања и поделиле се на два елемента - главне јуришне снаге и ФСБ (база за подршку ватри), А ескадрила је добила задатак да нападне циљни објекат, док је Г ескадрила преузела улогу Ескадрила ФСБ-а, Г-а потиснула би непријатеља ГПМГ-овима постављеним на возилу, 0,50-милиметарским ХМГ-овима, противтенковским ракетама МИЛАН заједно са минобацачима 81 мм и снајперском пушком М82А1, омогућавајући ескадрили да се приближи циљу (снаге су биле ван домета артиљеријског оруђа Коалиције).
Напад је започео припремним ваздушним нападом, након чега је ескадрила кренула са почетне линије, испаливши оружје; повукли су се неколико метара од спољног периметра како би сишли са својих возила и пешице се приближили мети. Све време Г ескадрила је обезбеђивала прикривање ватре тешким наоружањем на објекат. Ваздушна подршка је летела све док им није понестало муниције; при последњем пролазу, Ф-18 стршљен америчке морнарице, са топовима од 20 мм ударио је у бункер, који је за мало промашио неколико припадника Г ескадриле. Како се ескадрила затварала на утврђеним положајима, неколико војника САС-а је рањено, борци Ал Каиде нису били посебно добро обучени, али су били фанатични борци и највише су уживали у борби. САС се морао снажно борити за сваки педаљ напретка. РСМ који је командовао ФСБ-ом придружио се акцији, он је извео тимове за појачање А ескадриле када је веровао да је напад заустављен, били су неколико стотина метара од непријатељских положаја када га је АК-47 погодио у ногу. На крају су јуришне снаге А ескадриле досегле циљ, очистиле су зграду седишта, прикупивши све обавештајне материјале које су пронашли. Мисија је трајала 4 сата и рањена су укупно 4 оператора САС-а; операција је постала највећа британска операција САС у историји.
Дана 25. новембра, када су талибани и заробљеници терористи пребачени у тврђаву Калај Џанги у близини Мазари Шарифа, неколико талибана напало је своје чуваре Сјеверне алијансе. Овај инцидент изазвао је побуну 600 затвореника, који су убрзо заузели јужну половину средњовековне тврђаве, укључујући оружарницу са низом АК47, РПГ-ова и оружја које је служила посада. Џони Мајкл Спан, један од двојице оперативаца ЦИА САД у тврђави који су испитивали затворенике, убијен је, обележавајући прву америчку борбену смрт.
Други оператер ЦИА, познат као 'Дејв', успео је да ступи у контакт са ЦЕНТЦОМ-ом који му је пренео захтев за помоћ војницима СОФ-а у сигурној кући ТФ Даггер у Мазар-е-Схарифу. У сигурној кући били су чланови Делта Форс-а, неколико Зелених беретки и мали тим из М ескадриле СБС. Одмах је формиран КРФ од било кога ко је у то време био у сигурној кући: елемент штаба из 3. батаљона, 5. СФГ, пар официра за везу УСАФ-а, неколицина оператора ЦИА САД и тим СБС-а. СБС тим од 8 људи стигао је у Ланд Ровер 90-их, а Зелене беретке и оперативци ЦИА-е стигли су миниванима и почели да ангажују затворенике, водећи оштру битку да "зауставе плиму" устанка; као резултат тога, оперативац ЦИА-е 'Дејв' успео је да побегне, након чега су оператери скренули пажњу на проналажење Спановог тела. Током 4 дана битка се наставила, Зелене беретке су извеле више ваздушних напада на талибанске затворенике, током једне мисије ЦАС-а ЈДАМ је био погрешно усмерен и ударио у тло близу положаја Коалиције и Северне алијансе, ранивши 5 Зелених беретки и четири оператора СБС-а у различитом степену.
Топови АЦ-130 држали су бомбардовање из ваздуха током целе ноћи, следећег дана (27. новембра) опсада је коначно прекинута јер су тенкови Т-55 Северне алијансе уведени у централно двориште да испале гранате из својих главних топова у неколико блокова с талибанима. Борбе су се настављале спорадично током недеље док су снаге Северне алијансе Достума брисале последње остатке, комбиновани тим Зелених беретки-СБС пронашао је Спаново тело.
Побуна је угушена након седмодневних борби у којима су учествовале јединице за специјалне чамце, специјалне снаге војске и снаге Сјеверне алијансе, а други авиони пружили су снажну ватру и лансирали бомбе. Преживело је 86 талибана, а убијено је око 50 војника Северне алијансе. Побуна је била последња борба на северу Авганистана.
ОДА 574 и Хамид Карзај почели су да се крећу ка Кандахару, окупљајући борце из пријатељских локалних паштунских племена. Његове милиције на крају су бројиле око 800 људи. Борили су се два дана са талибанима, који су укопани у гребене с погледом на стратешки мост Саид-Аум-Калај, на крају су га заузели, уз помоћ америчке ваздушне силе, и отворили пут ка Кандахару.
До краја новембра, Кандахар је био последње упориште талибана и био је под све већим притиском. Скоро 3.000 племенских бораца, на челу са Карзаијем и Ђул Агом Шерзајем, гувернером Кандахара пре него што су талибани преузели власт, извршили су притисак на талибанске снаге са истока и пресекли северне водове до Кандахара. Северна алијанса се надвила на северу и североистоку.
ОДА 583 инфилтрирала се у долину Шин-Нарај, југоисточно од Кандахара како би подржала Ђул Агу Шерзаја, бившег гувернера Кандахара. До 24. новембра, ОДА 583 је успоставила тајна посматрачка места, што им је омогућило да позову разорну ватру на положаје талибана.
У међувремену, скоро 1.000 америчких маринаца, довезених хеликоптерима ЦХ-53Е Супер Стејлион и Ц-130, 25. новембра је у пустињи јужно од Кандахара поставило Оперативно оперативну базу познату као Камп Рино. Ово је била прва база коалиције и омогућила је формирати друге оперативне базе. Прва значајна борба са америчким копненим снагама догодила се дан након што је заробљен Носорог, када се 15 талибанских оклопних возила приближило бази и напало их хеликоптерско оружје, уништивши многе од њих. У међувремену, ваздушни напади наставили су да гађају талибанске положаје у граду, где је остао мула Омар. Омар је остао пркосан иако је његов покрет до краја новембра контролисао само четири од 30 авганистанских провинција. Он је позвао своје снаге да се боре до смрти.
5. децембра, ГПС-вођена бомба од 2000 фунти слетела је међу зелене беретке из ОДА 574, убивши 3 члана и ранивши остатак тима. Преко 20 Карзаијевих милиција је такође убијено, а сам Карзаи је лакше рањен. Јединица Делта Форце у близини која је у близини деловала на поверљивој извиђачкој мисији стигла је у своје Пинзгауерс и осигурала локацију, док су Делта лекари радили са рањеним Зеленим береткама. Заједно са хеликоптером за евакуацију жртава УСМЦ ЦХ-53 на броду ОДБ 570 и ОДА 524 одмах су послани хеликоптером како би помогли рањеницима и на крају заменили пале операторе ОДА 574.
Карзај је 6. децембра обавештен да ће он бити следећи председник Авганистана, такође је преговарао о успешној предаји и преосталих талибанских снага око Саид-Аум-Калаја и читавог града Кандахара. ОДА 524, ОДБ 570 и Карзаијева милиција започели су последњи покушај да очисте град. Америчка влада одбацила је амнестију за Омара или било које вође талибана. Дана 7. децембра, Шерзаијеве снаге су заузеле аеродром Кандахар и кренуле у град Кандахар. Омар је протеран из Кандахара са групом лојалиста и преселио се на северозапад у планине провинције Урузган, чиме је одбио обећање талибана да ће предати своје борце и оружје. Задњи пут је пријављено да је виђен како одлази у колони мотоцикала.
Други талибански лидери побегли су у Пакистан преко удаљених превоја провинција Пактија и Пактика. Гранични град Спин Болдак предао се истог дана, означавајући престанак контроле талибана у Авганистану. Авганистанске снаге под командом Гул Агхе заузеле су Кандахар, док су амерички маринци преузели контролу над аеродромом и основали америчку базу.
Почетком децембра 2001, пошто је америчка инвазија на Авганистан била готово окончана, 7.500 талибанских затвореника превезено је из Кундуза у затвор Схебергхан од стране Јунбисх-и Милли, групе коју је предводио генерал Абдул Рашид Достум, који су се заједно са Талибанима борили америчке специјалне снаге. Стотине до 3.000 талибанских затвореника угушили су се у пренатрпаним металним транспортним контејнерима на камионима или су убијени у инциденту познатом као масакр у Дашти Лејли. Неки су убијени када су стражари испуцали рупе за ваздух у контејнере. Мртви су сахрањени у гробове за које се верује да се налазе у пустињи Дашти Лејли западно од Шеберхана, у провинцији Јовзјан.
Након пада Кабула и Кандахара, осумњичени припадници Ал Каиде, укључујући Бин Ладена и друге кључне вође, повукли су се у Џалалабад, провинцију Нангархар, одакле су прешли у регију Тора Бора на Бијелим планинама, 20 км удаљену од пакистанске границе - где је постојала мрежа пећина и припремљена одбрана коју су користили муџахедини током совјетско-авганистанског рата. Пресретнути сигнали и испитивање заробљених талибанских бораца и терориста Ал Каиде указивали су на присуство значајног броја страних бораца и могућих ХВТ-ова у том подручју и кретање у то подручје; уместо ангажовања конвенционалних снага, виши ешалони и Беле куће и Пентагона донели су одлуку о изолацији и уништавању елемената Ал Каиде у том подручју, при чему амерички СОФ подржава локално ангажоване војне снаге (авганистанске милиције) - због погрешно постављеног страха од понављајући совјетско искуство у тој области.
ОДА 572 и тим ЦИА Џаубрејкер-а (мала група оператора копнених огранака ЦИА-е САД) послати су у Тора Бору да саветују источне антиталибанске снаге под командом два војсковође: Хазрета Алија и Мохамеда Замана (обојица су имали дубоко укорењено неповерење према један другом); користећи чврсту подршку ЦИА-е, око 2.500 до 3.000 АМФ-а је регрутовано за предстојећу битку; Ал Каида је користила Тора Бора као последње упориште. Вођа тима ЦИА Џаубрејкер затражио је да се батаљон ренџера - 3. батаљон, 75. пук ренџера - спусти у планине како би се успоставиле блокирајуће позиције дуж потенцијалних путева за бекство из Тора Боре у Пакистан. Они би служили као "наковањ", док би Зелене беретке са АМФ -ом биле "чекић", са придруженим борбеним контролорима ваздушних снага, ренџери су могли да усмеравају ваздушне нападе на концентрације непријатеља или да их упућују у заседе; трупе из 10. планинске дивизије такође су биле опција, али је то одбијено.
Од почетка битке, ОДА 572 са својим прикљученим борбеним контролером упућивао је прецизне ваздушне нападе (често су се користили резачи марјетица од 15.000 фунти), док су њихови АМФ-и покренули оно што је представљало низ лоше изведених и координираних напада на утврђене положаје Ал Каиде са предвидљив степен успеха. Зелене беретке су откриле да милицијама недостаје и мотивација и вештина за битку: према речима припадника ОДА-е, они би се учврстили ујутру након америчких ваздушних напада, а затим би се истог дана одрекли контроле над тим добицима, такође би се повукли у своје базе за спавање сваке ноћи. Пошто је офанзива АМФ-а заустављена, а тимови ЦИА-е и ОДА-е преоптерећени, донета је одлука о распоређивању више трупа у битку.
40 оператора из ескадриле А ескадриле Делта Форс било је распоређено на Тора Бора и преузело је тактичко вођење битке од ЦИА-е, а Делта ескадрила је била десетак, тако да су припадници М ескадриле СБС, припадници МИ6 такође распоређени у регион заједно са СБС. Оператери Делте били су распоређени у мале тимове уграђене у милиције и послали су своје оператере Риси да ухвате Бин Ладенов траг, на крају је уз помоћ Зелених беретки и оператора ЦИА-е, који су се договорили са АМФ -ом, постигнут напредак. Командант ескадриле Делта сложио се са Џаубрејкер-овом проценом ситуације и затражио блокирање снага или расипање ваздушних мина како би непријатељу одбили планинске прелазе, а пошто је распоређивање батаљона Ренџер било одбијено, затражио је од својих оператора да изврше своју предложену улогу али је све његове захтеве генерал Франкс одбио. Дванаестог децембра, две недеље након битке, командант АМФ-а Заман отворио је преговоре са заробљеном Ал Каидом и талибанима у Тора Бори, упркос фрустрацијама Американаца и Британаца, привремено примирје је расписано до 08:00 часова следећег јутра како би се омогућило Каида би наводно пристала на предају услова до Шуре (састанак групе). Ово је била смицалица која је омогућила чак неколико стотина ал-Каиде и припадника бригаде 055 да преко ноћи побјегну према Пакистану.
Следећег дана, ручни ИЦОМ радио извађен из тела мртвог борца Ал -Каиде дозволио је припадницима ескадриле Делта, СБС, ЦИА и МИ6 да чују глас Бин Ладена - очигледно се извињавајући својим следбеницима што су их одвели до Тора Бора и дајући свој благослов за њихову предају - за коју се мислило да је упућена терористима који су остали да се боре у позадинској акцији како би дозволили бин Ладену да побегне. Много је веродостојних гласина о исплати готовине од стране Бин Ладена барем једном од војсковођа - на одбојност АМФ-а да изврши напад можда су утицали слични мито. Вођа тима ЦИА Џаубрејкер у Тора Бора вјеровао је да су двије велике групе Ал Каиде побјегле: мања група од 130 џихадиста побјегла је источно у Пакистан, док је друга група, укључујући Бин Ладена и 200 саудијских и јеменских џихадиста, кренула путем преко планина у град Парачинар, Пакистан; командант ескадриле Делта веровао је да је Бин Ладен прешао границу са Пакистаном негде око 16. децембра. Тим Делта Риси, позивни знак 'Шакал', уочио је високог човека у маскирној јакни са великим бројем бораца који улазе у пећину, Риси тим је позвао више ваздушних напада на очигледну претпоставку да се ради о Бин Ладену, али се касније ДНК анализа из посмртних остатака није подударала са Бин Ладеном. Пошто је већина терориста отишла, битка је приведена крају, тешко је потврдити званичне податке о стотинама убијених Ал Каиде у Тора Бори јер су многа тела закопана у пећинама или испарила бомбама, нешто мање од 60 затвореника снимљено. Око 17. децембра, преко границе, пакистански граничари, наводно су им помагали припадници ЈСОЦ -а и ЦИА -е у хватању још 300 страних бораца.
Дана 20. децембра, ОДА 561 је убачена у Беле планине како би подржала ОДА 572 у спровођењу ССЕ пећина и помогла при извлачењу ДНК узорака из терористичких тела.
Снаге Сједињених Држава и Велике Британије наставиле су потрагу у јануару 2002. године, али нису се појавили никакви трагови вођства Ал-Каиде. Процењује се да је током битке погинуло 200 бораца Ал Каиде, заједно са непознатим бројем племенских бораца. Нема извештаја о америчким или британским смртним случајевима.
У децембру 2001. Уједињене нације биле су домаћини Бонске конференције. Талибани су искључени. Учествовале су четири авганистанске опозиционе групе. Посматрачи су укључивали представнике сусједних и других укључених великих земаља.
Бонски споразум који је настао створио је Авганистанску привремену власт која би служила као „складиште авганистанског суверенитета“ и описао такозвани Петерсбершки процес који би водио ка новом уставу и новој авганистанској влади.
Резолуција 1378 Савета безбедности Уједињених нација од 14. новембра 2001, укључивала је „Осуђивање талибана што су дозволили да Авганистан користи као база за извоз тероризма од стране мреже Ал Каиде и других терористичких група и за пружање сигурног уточишта Осами бин Ладену, Ал Каиди и другима који су с њима повезани, и у том контексту подржавају напоре авганистанског народа да замијени талибански режим“.
Светски програм Уједињених нација за храну привремено је обуставио активности у Авганистану на почетку бомбардовања, али их је наставио након пада Талибана.
Дана 20. децембра 2001. Уједињене нације су одобриле Међународне снаге за безбједносну помоћ (ИСАФ), са мандатом да помогну Авганистанцима у одржавању безбједности у Кабулу и околним подручјима. Првобитно је основана из седишта британске 3. механизоване дивизије под генерал-мајором Џоном МакКолом, а првих година није бројала више од 5.000. Снаге су имале позив нове привремене авганистанске владе; Мандат се није протезао даље од подручја Кабула првих неколико година. Осамнаест земаља је дало допринос снагама у фебруару 2002.

#### 2002
У јануару 2002. откривена је још једна серија пећина у Завар Кили, јужно од Тора Бора, ваздушни напади су погодили та мјеста прије него што су тимови СОФ-а убачени у то подручје. Вод СЕАЛ а из СЕАЛ тима 3, укључујући неколико њихових возила за пустињску патролу, у пратњи немачког елемента КСК, норвешког СОФ тима и извиђачких тимова ЈТФ2, провео је неких девет дана у опсежним претресима/експлоатацији локације, рашчишћавајући приближно 70 пећина и 60 грађевина у том подручју, опорављајући огромну количину обавјештајних података и муниције, али нису наишли на ниједног борца Ал Каиде.
Након Лоја јирџ, вође племена и бивши изгнаници успоставили су привремену владу у Кабулу под Хамидом Карзаијем. Америчке снаге успоставиле су своју главну базу у ваздушној бази Баграм северно од Кабула. Аеродром Кандахар такође је постао важна америчка база. У источним провинцијама основане су испоставе за лов на бјегунце Талибана и Ал Каиде.
Снаге Ал Каиде прегруписале су се у области долине Шахи Кот, провинција Пактија, у јануару и фебруару 2002. Талибански бегунац у провинцији Пактија, Мула Сејфар Рихман почео је да реконституише неке од својих милицијских снага. Укупно их је било више од 1.000 до почетка марта 2002. Побуњеници су хтели да покрену герилске нападе и вероватно велику офанзиву, копирајући антисовјетске борце из 1980-их.
САД су откриле нагомилавање, а 2. марта 2002. америчке, канадске и авганистанске снаге започеле су „операцију Анаконда“ против њих. Камиони Таскер Форс Хамер заглавили су се у блату, а због грешке у комуникацији није дошло до масовног бомбардовања из ваздуха. Слабо обучене трупе авганистанске владе показале су се неспособнима да се боре против Ал Каиде без ваздушне подршке. Снаге муџахида, користећи малокалибарско наоружање, ракетне бомбе и минобацаче, биле су укорењене у пећине и бункере на падинама, знатно изнад 3.000 m (9.800 ft). Користили су тактику "удри и бежи", отворили су ватру, а затим се повукли у своје пећине и бункере како би издржали узвратну ватру и бомбардовање. Амерички команданти су у почетку процењивали своје противнике као изоловани џеп са мање од 200. Уместо тога, герилци су бројали између 1.000 и 5.000, према неким проценама3.000 m (10.000 ft). До 6. марта убијено је осам америчких, седам авганистанских савезника и до 400 противника бораца Ал Каиде. У једном тренутку, док су биле под снажним ватреним дејством Ал Каиде, снаге авганистанске владе су у паници побегле и одбиле да се боре, што је довело до људи из Оперативне групе Хамер да се сами боре против Ал-Каиде. Инциденти „пријатељске ватре“ у којима су њихове ваздушне снаге неколико пута бомбардовале америчке трупе додале су додатне потешкоће. Под ангажмани су укључивали битку код Такур Гара на 'Робертс Ридџу' и пратеће операције Глок и Поларни Харпун.
Неколико стотина герилаца побегло је у племенске области у Вазиристану. Током операције Анаконда и других мисија током 2002. и 2003. године, у операције су биле укључене и специјална ваздушна служба Новог Зеланда и друге специјалне снаге из Аустралије, Немачке и Норвешке.
У фебруару 2002. године, Савет за националну безбедност састао се да одлучи да ли ће ИСАФ проширити ван Кабула. У спору између Пауела и Рамсфелда (образац који се често понавља кроз Бушову администрацију) превладало је Рамсфелдово мишљење да силу не треба ширити. Историчари су касније писали да је неуспех ИСАФ-а да буде распоређен изван Кабула натерао Карзаија да понуди положаје у држави потенцијалним разбојницима чије су активности нанеле велику штету угледу државе. Будући да је пораст побуне био повезан са притужбама око управљања, то је постало озбиљан проблем.
Амерички министар одбране Доналд Рамсфелд имао је за циљ да изведе операције у Авганистану што је брже могуће и да оде што је брже могуће. Стога се желио усредоточити на кинетичке протутерористичке операције и изградњу нове авганистанске војске.
Операција Харпун почела је у раним јутарњим сатима 13. марта, са циљем уклањања џепова отпора талибана и Ал Каиде у планинама Арма у источном Авганистану. Копнена компонента била је под командом потпуковника Пат Стограна, командног официра 3. батаљона, канадске лаке пешадије принцезе Патрише (3 ППЦЛИ). Састојала се од канадских и америчких снага батаљона из 187. пешадијског пука, 101. ваздушно-десантне дивизије.
Након битке код Шахи Кота, борци Ал Каиде су успоставили уточишта на пакистанској граници, гдје су започели прекограничне рације почевши од љета 2002. Герилске јединице, које бројале су између 5 и 25 људи, редовно су прелазиле границу да испаљују ракете у коалиционим базама, конвојима из заседе и патролама и нападима на невладине организације. Подручје око базе Шкин у провинцији Пактика доживело је неке од најжешћих активности.
Талибански борци скривали су се у руралним регијама четири јужне провинције: Кандахар, Забул, Хелманд и Урузган. Након Анаконде, Министарство одбране затражило је распоређивање британских краљевских маринаца, високо обучених за планинско ратовање. Као одговор, 45 Командоса је распоређено под оперативним кодним именом Операција Јацана у априлу 2002. Они су извршили мисије (укључујући операције Снајп, Операција Кондор и Операција Базард) током неколико недеља са различитим резултатима.
У мају 2002. године, Комбинована здружена оперативна група 180 постала је виши штаб америчке војске у земљи, под командом генерал -потпуковника Дена К. Макнила.
Касније 2002. године, ЦЈСОФТ је постао јединствена интегрисана команда под ширим ЦЈТФ-180 који је командовао свим америчким снагама додељеним ОЕФ-А, изграђен је око Групе специјалних снага војске (често у саставу јединица Националне гарде) и тимова СЕАЛ-а. Мали ЈСОЦ елемент (раније Сворд Форс Сворд/11) који није био под директном командом ЦТЈФ-а - уграђен у ЦЈСОФТ, њиме су управљали заједнички елемент СЕАЛ и Ренџер који је ротирао команду, није био под директном командом ИСАФ-а, иако је деловао као подршка Операције НАТО-а.

#### 2003
Брошуре талибана и других група појавиле су се почетком 2003. године у градовима и селима, позивајући исламске вернике да устану против америчких снага и других страних војника у светом рату. Дана 27. јануара 2003. године, током операције Мунгос, америчке снаге напале су групу бораца у пећинском комплексу Ади Гхар 25 km (16 mi) северно од Спин Болдака. Пријављено је да је убијено осамнаест побуњеника без жртава у војсци САД. Сумњало се да је локација база за залихе и борце који долазе из Пакистана. У то време су се појавили и први изоловани напади релативно великих талибанских група на авганистанске циљеве.
Операција Валиантов ударац је била велика копнена операција Сједињених Држава у Авганистану, објављена 19. марта 2003. у којој су учествовали 2. и 3. батаљон 504. падобранско-пјешадијског пука, румунских и авганистанских трупа. Комбиноване снаге кретале су се кроз Кандахар и делове јужног Авганистана са циљем елиминисања талибанских непријатељских снага и складишта оружја, истовремено покушавајући да прикупе обавештајне податке о активностима талибана у том подручју. На крају операције 24. марта 2003, коалиционе снаге су привеле 13 осумњичених талибанских бораца и заплениле више од 170 граната са ракетним погоном, 180 мина, 20 аутоматских пушака и митраљеза, као и многе ракете, пушке и лансере.
У мају 2003. године, врховни судија талибанског Врховног суда, Абдул Салам, прогласио је да су се талибани вратили, прегруписали, наоружали и спремни за герилски рат ради протеривања америчких снага из Авганистана. Омар је талибанским командантима доделио пет оперативних зона, попут Дадулаха, који је преузео дужност у провинцији Забул.
Мали покретни кампови за обуку успостављени су дуж границе за обуку новака у герилском рату, према речима високог талибанског ратника Мулаха Маланга у јуну 2003. Већина је извучена из медреса племенских области у Пакистану. Базе, неколико са чак 200 бораца, појавиле су се у племенским областима до лета 2003. Пакистанска воља да се спречи инфилтрација била је неизвесна, док су се пакистанске војне операције показале од мале користи.
Како се лето 2003. наставило, талибански напади су се постепено повећавали. Десетине војника авганистанске владе, хуманитарни радници невладиних организација и неколико америчких војника погинули су у рацијама, заседама и ракетним нападима. Осим герилских напада, талибански борци почели су са изградњом снага у округу Дај Чопан у провинцији Забул. Талибани су одлучили да тамо стану. Током лета тамо се доселило до 1.000 герилаца. Преко 220 људи, укључујући неколико десетина авганистанских полицајаца, убијено је у августу 2003.
Дана 11. августа 2003. године, НАТО је преузео контролу над ИСАФ-ом. Неке америчке снаге у Авганистану деловале су под командом НАТО-а, док су остале остале под директном командом САД. Талибански вођа Мула Омар реорганизовао је покрет и 2003. покренуо побуну против владе и ИСАФ-а.

#### 2004
Снаге коалиције предвођене Сједињеним Државама извеле су операцију Асбури Парк 2. и 17. јуна 2004. радне групе 1/6 БЛТ 22. поморске експедиционе јединице ангажоване у борбама са талибанима и другим антикоалиционим снагама у обе провинције Орузган и провинцији Забул која је кулминирала у региону Дај Чопан у Авганистану. Ову операцију су окарактерисале нетипичне борбе на страни тактике талибана и других герилаца. која је кулминирала великом битком 8. јуна. Током Асбури Парка, 22. поморска експедициона јединица суочила се са противником који је често копао и ангажовао снаге маринаца, уместо традиционалним методама поготка и трчања (или "асиметричног напада"). Као такви, маринци су, уз помоћ авиона Б-1Б Лансер, А-10 Вертог и АХ-64 Апач, учествовали у „борбама сваког дана“, што је кулминирало великом битком 8. јуна. Борбе које су се водиле код Дај Чопана 8. јуна биле су одлучујуће јер су непријатељске снаге биле исцрпљене до те мере да за време трајања операције није дошло до даљег контакта са непријатељем. Оно што је непријатељ мислио као напад са три корака 8. јуна 2004. резултирало је са више од 85 потврђених убистава, са проценама да је знатно више од 100 непријатељских мртвих, процењено 200-300 рањених, са десетинама заробљених. Током целе операције повређена је „шачица“ америчких снага и авганистанске милиције.
У јуну 2004. године, снаге Сједињених Држава започеле су нападе дроновима у Пакистану дуж федералних племенских подручја против талибана и милитаната Ал-Каиде. Ови штрајкови су почели за време администрације председника Сједињених Држава Џорџа В. Буша.
Крајем 2004. године, тада скривени вођа талибана Мохамед Омар најавио је побуну против „Америке и њених марионета“ (мислећи на снаге прелазне авганистанске владе) ради „повратка суверенитета наше земље“.

#### 2005
Крајем јуна до средине јула 2005. године, морнаричке фоке Сједињених Држава извеле су операцију Црвена крила као заједничку војну операцију у округу Печ у авганистанској провинцији Кунар, на падинама планине по имену Савтало Сар, отприлике 32 km (20 mi) западно од главног града провинције Кунар Асадабада, Операција Црвена крила имала је за циљ да поремети активност локалне талибанске милиције против коалиције (АЦМ), доприносећи тако регионалној стабилности и чиме су олакшани избори за авганистански парламент заказани за септембар 2005. У то време, активност талибанских анти-коалиционих милиција у региону била је најзначајнија у извођењу мале групе, предвођене локалним становником из провинције Нангархар, Ахмадом Шахом, који је имао аспирације да се исламски фундаменталисти истакну у региону. Он и његова мала група били су међу примарним метама операције.
Између 13. и 18. августа 2005. године, марински корпус Сједињених Држава извео је војну операцију под називом Операција китоловци која се догодила у провинцији Кунар само неколико недеља након катастрофалне операције Црвена крила. Попут операције Црвена крила, циљ операције Валерс био је прекид активности талибанске милиције за борбу против коалиције (АЦМ) у региону у циљу даље стабилизације региона ради мирног одзива бирача на парламентарне изборе 2005. године. Операцију Китоловци планирао је и извео 2. батаљон 3. пука маринаца (2/3). Нагласак операције била је ћелија милиције против коалиције коју је водио Ахмад Шах, која је била једна од 22 идентификоване АЦМ групе које су у то време деловале у региону и била је најактивнија. Ћелија Ахмада Шаха била је одговорна за засједу морнаричке фоке и касније обарање МХ-47 у којем је погинуло укупно 19 америчких припадника специјалних операција током операције Ред Вингс. Операција Вхалерс, названа по професионалном хокејашком тиму Хартфорд Вхалерс, била је "наставак" операције Ред Вингс по томе што је имала за циљ даљу стабилизацију безбедносне ситуације у немирној провинцији Кунар у источном Авганистану, што је дугорочни циљ америчких и коалиционе снаге које су тада деловале на том подручју. Операција Китоловци, коју су извеле бројне морнаричке пешадијске чете од 2/3 са придруженим војницима Авганистанске националне армије и подржана конвенционалном армијском авијацијом, обавештајним и борбеним оружаним снагама и ваздушним снагама америчког ваздухопловства, показала се као успешна. Активност Талибанске милиције против коалиције значајно је опала, а накнадна људска интелигенција и обавештајни подаци открили су да је Ахмад Схах тешко рањен. Шах, који је покушао да поремети парламентарне изборе, није био у стању да предузме било какве значајне талибанске антикоалиционе операције након операције Китоловци у Кунару или суседним провинцијама.
Крајем августа 2005. године, снаге авганистанске владе напале су, уз подршку америчких трупа, уз ваздушну подршку. Након једнонедељне битке, талибанске снаге су разбијене са до 124 погинула борца.

#### 2006
Од јануара 2006. године, мултинационални контингент ИСАФ-а почео је да замењује америчке трупе на југу Авганистана. Британска 16 ваздушно-јуришна бригада (касније појачана Краљевским маринцима) чинила је језгро снага, заједно са трупама и хеликоптерима из Аустралије, Канаде и Холандије. Почетне снаге састојале су се од отприлике 3.300 британских, 2.300 канадских, 1.963 холандских, 300 аустралијских, 290 данских и 150 естонских војника. Ваздушну подршку пружали су амерички, британски, холандски, норвешки и француски борбени авиони и хеликоптери.
У јануару 2006. фокус НАТО-а на југу Авганистана био је да формира покрајинске тимове за обнову са британским лидерима у Хелманду, док ће Холандија и Канада водити слична распоређивања у Урузгану и Кандахару. Локални ликови талибана обећали су отпор.
Дана 1. марта 2006. године, амерички председник Џорџ В. Буш је са супругом Лором посетио Авганистан где су поздравили америчке војнике, састали се са авганистанским званичницима и касније се појавили на посебној церемонији инаугурације у америчкој амбасади.
Операцијама НАТО-а у јужном Авганистану 2006. године руководили су британски, канадски и холандски команданти. Операција Планински удар покренута је 15. маја 2006.
Дана 29. маја 2006, док се према америчкој веб страници The Spokesman-Review суочио са "све већом пријетњом наоружаних талибанских бораца у селу", амерички војни камион који је био дио конвоја у Кабулу изгубио је контролу и забио се у дванаест цивилних возила, убивши једног и повредивши шест особа. Околина се наљутила и дошло је до побуне која је трајала цео дан, завршавајући са 20 мртвих и 160 повређених. Када су бацање камења и пуцњава дошли из гомиле од око 400 људи, америчке трупе су користиле своје оружје "да се одбране" при напуштању места, рекао је портпарол америчке војске. Дописник Фајненшал тајмс-а из Кабула сугерисао је да је ово избијање "приземног налета огорчености" и "растућег непријатељства према странцима" које је расло и јачало од 2004. године, а које је такође могло бити изазвано америчким ваздушним нападом недељу дана раније у јужном Авганистану убивши 30 цивила, где је претпостављало се да су се "талибани склонили у цивилне куће".
У јулу су канадске снаге, уз подршку америчких, британских, холандских и данских снага, покренуле операцију Медуса.
Дана 31. јула 2006. године, ИСАФ је преузео команду над југом земље, а до 5. октобра 2006. задржао је и исток. Након што је дошло до ове транзиције, ИСАФ је прерастао у велику коалицију која укључује до 46 земаља, под америчким командантом.
Комбиноване снаге Холандије и Аустралије започеле су успешну офанзиву од краја априла до средине јула 2006. године како би талибане истиснули из области Чора и Балуџи.
Дана 18. септембра 2006, италијанске специјалне снаге Оперативне групе 45 и ваздушно-десантне трупе пешадијског пука "Трст" Корпуса за брзо реаговање, састављене од италијанских и шпанских снага, учествовале су у операцији Виконда Пинсер у окрузима Бала Булук и Пашт Руд, у провинцији Фарах. Италијанске снаге убиле су најмање 70 талибана.  Ситуација у РЦ-В се затим погоршала. Жаришта су укључивала Бадгис на крајњем северу и Фарах на југозападу.
Даљње операције НАТО-а укључивале су битку на Пањвајима, операцију 'Планински бес и операцију Falcon Summit. НАТО је постигао тактичке победе и порицање подручја, али талибани нису потпуно поражени. Операције НАТО-а наставиле су се 2007.

#### 2007
У јануару и фебруару 2007. године британски краљевски маринци извели су операцију Вулкан како би побуњенике очистили са ватрених места у селу Барикју, северно од Кајакија. Друге велике операције током овог периода укључивале су операције Ахилеј (март - мај) и операцију Ручка за бирање. Министарство одбране Велике Британије објавило је своју намеру да повећа број британских трупа у земљи до 7.700 (обавеза до 2009. године). Даље операције, попут Операције Сребро и Операције Силикон, одвијале су се како би наставиле притисак на талибане у нади да ће отупити њихову очекивану пролећну офанзиву.
У фебруару 2007, Команда здружених снага за Авганистан је деактивирана. Комбинована здружена оперативна група 76, америчка команда са две звездице са седиштем на аеродрому Баграм, преузела је одговорност као елемент националне команде америчких снага у Авганистану. Комбинована команда за транзицију безбедности у Авганистану, или ЦСТЦ-А, друга америчка команда са две звездице, била је задужена за обуку и менторство авганистанским снагама националне безбедности.
Дана 4. марта 2007, амерички маринци убили су најмање 12 цивила и ранили 33 у округу Шинвар, Нанграхар, као одговор на засједу бомбе. Догађај је постао познат као "масакр у Схинвар -у". Јединици марине од 120 припадника одговорној за напад, генерал -мајор Франк Кеарнеи наредио је да напусти земљу, јер је инцидент нарушио односе јединице са локалним авганистанским становништвом.
Касније, у марту 2007, САД су током Бушове администрације распоредиле још више од 3.500 војника у Авганистан како би прошириле борбу против талибана.
Дана 12. маја 2007. године, снаге ИСАФ-а убиле су Мулу Дадулаха. Једанаест других талибанских бораца погинуло је у истој борби.
Током лета, снаге НАТО -а оствариле су тактичке победе у бици код Чоре код Урузгана, где су биле распоређене холандске и аустралијске снаге ИСАФ-а.
Дана 16. августа, осам цивила, укључујући трудницу и бебу, погинуло је када су, неколико сати након што је побуњеничка заседа оштетила пољско оклопно возило на точковима, пољски војници гранатирали село Нангар Хел, провинција Пактика. Седам војника оптужено је за ратне злочине, након што су мештани изјавили да је пољска јединица испалила минобацачке гранате и митраљезе на свадбену прославу без провокације, али су ослобођени свих оптужби 2011.
28. октобра око 80 талибанских бораца погинуло је у 24-часовној бици у Хелманду.
Западни званичници и аналитичари проценили су јачину талибанских снага на око 10.000 бораца у сваком тренутку. Од тог броја, само 2.000 до 3.000 били су високо мотивисани устаници са пуним радним временом. Остатак су биле добровољачке јединице, састављене од младих Авганистанаца, разјарених смрћу авганистанских цивила у војним зрачним нападима и америчким заточењем муслиманских затвореника који су годинама држани без оптужби. Према званичницима, 2007. године у Авганистан је дошло више страних бораца него икада раније. Приближно 100 до 300 стално запослених бораца били су странци, многи из Пакистана, Узбекистана, Чеченије, разних арапских земаља, а можда чак и Турске и западне Кине. Наводно су били насилнији, неконтролисани и екстремни, често доносећи врхунску видео продукцију или експертизу у изради бомби.
Дана 2. новембра снаге безбедности убиле су врхунског милитанта Мавлавија Абдул Манана, након што је ухваћен при преласку границе. Талибани су потврдили његову смрт. Талибани су 10. новембра засјели патролу у источном Авганистану. Овај напад повећао је број жртава САД -а за 2007. на 100, чинећи га најсмртоноснијом годином Американаца у Авганистану.
У децембру се одиграла битка за Муса Калу. Авганистанске јединице биле су главна борбена снага коју су подржавале британске снаге. Талибанске снаге истиснуте су из града.

### Сукоби између Пакистана и Сједињених Држава
Неименовани високи званичник Пентагона рекао је за ББЦ да је у неком тренутку између 12. јула и 12. септембра 2008. председник Буш издао поверљиво наређење којим се одобравају рације против милитаната у Пакистану. Пакистан је рекао да неће допустити страним снагама да уђу на његову територију и да ће енергично штитити његов суверенитет. У септембру је пакистанска војска изјавила да је издала наређење да „отвори ватру“ на америчке војнике који су прешли границу у потери за милитантним снагама.
Дана 25. септембра 2008. године, пакистанске трупе су пуцале на хеликоптере ИСАФ-а. То је изазвало забуну и бес у Пентагону, који је затражио потпуно објашњење инцидента и порекао да су амерички хеликоптери у пакистанском ваздушном простору. Главни портпарол пакистанске војске генерал-мајор Атар Абас рекао је да су хеликоптери "прешли на нашу територију у области Гулам Кан. Прешли су наш контролни пункт па су наше трупе испалиле хице упозорења". Неколико дана касније, дрон ЦИА-е се срушио на територију Пакистана.
Даљњи раздор догодио се када су америчке трупе очигледно искрцале пакистанско тло како би извеле операцију против милитаната у провинцији Хајбер-Пахтунва. Пакистанци су љутито реаговали на акцију рекавши да су америчке трупе убиле 20 невиних сељана. Међутим, упркос тензијама, САД су повећале употребу беспилотних летелица са даљинским управљањем у пограничним регионима Пакистана, посебно у областима под племенском управом под федералном управом (ФАТА) и у Белуџистану; од почетка 2009. године, напади беспилотних летелица порасли су за 183% од 2006.
До краја 2008. године талибани су очигледно прекинули преостале везе са Ал Каидом. Према високим званичницима америчке војне обавештајне службе, можда је мање од 100 припадника Ал Каиде остало у Авганистану.
На састанку са генералом Стенлијем МакКристалом, пакистански војни званичници позвали су међународне снаге да остану на авганистанској страни границе и спријече милитанте у бијегу у Пакистан. Пакистан је напоменуо да је распоредио 140.000 војника са своје стране границе да се позабаве милитантним активностима, док је коалиција имала око 100.000 војника за полицију на страни Авганистана.

#### 2008.
Адмирал Мајкл Мален, предсједавајући Заједничког начелника штаба, рекао је да, иако је ситуација у Авганистану "несигурна и хитна", додатних 10.000 војника који су тамо потребни биће недоступно "на било који значајан начин" ако се не повуку из Ирака. Приоритет је био прво Ирак, затим Авганистан.
У првих пет месеци 2008. године, број америчких трупа у Авганистану повећан је за преко 80% са повећањем од 21.643 војника, чиме је укупан број са 26.607 у јануару на 48.250 у јуну. У септембру 2008. године, председник Буш је најавио повлачење преко 8.000 из Ирака и даље повећање до 4.500 у Авганистану.
У јуну 2008. године, британски премијер Гордон Браун најавио је да ће се број британских војника који служе у Авганистану повећати на 8.030 - што је пораст од 230. Истог месеца, Велика Британија је изгубила свог стотог службеника.
Талибански борци су 13. јуна демонстрирали своју сталну снагу ослобађајући све затворенике у затвору Кандахар. Операција је ослободила 1200 затвореника, од којих су 400 били талибани, што је изазвало велику срамоту за НАТО.
Дана 13. јула 2008, започет је координирани напад талибана на удаљену базу НАТО-а у Ванату у провинцији Кунар. Дана 19. августа, француске трупе су претрпеле највеће губитке у Авганистану у заседи са 10 војника погинулих у акцији и 21 повређеним. Касније током мјесеца, у зрачном нападу на талибанског команданта у провинцији Херат убијено је 90 цивила.
Крајем августа била је једна од највећих операција НАТО-а у Хелманду, Операција Орлов врх, са циљем довођења струје у регион.
Дана 3. септембра, командоси, за које се верује да су специјалне снаге америчке војске, слетели су хеликоптером и напали три куће у близини познатог непријатељског упоришта у Пакистану. У нападу је погинуло између седам и 20 људи. Локални становници тврдили су да су већина погинулих цивили. Пакистан је осудио напад, назвавши упад "грубим кршењем пакистанске територије".
6. септембра, у очигледној реакцији, Пакистан је најавио неограничено искључење водова снабдевања.
11. септембра, милитанти су убили два америчка војника на истоку. Тиме је укупан број америчких губитака порастао на 113, више него у било којој претходној години. Неколико европских земаља поставило је сопствене рекорде, посебно Велика Британија, која је претрпела 108 жртава.
У новембру и децембру 2008. године, више инцидената велике крађе, пљачке и подметања пожара погодили су конвоје за снабдевање НАТО-а у Пакистану. Транспортне компаније јужно од Кабула изнудили су талибани за новац. Ти инциденти су укључивали отмицу конвоја НАТО-а који је превозио залихе у Пешавару the torching of cargo trucks and Humvees east of the Khyber pass, паљење теретних камиона и хамера источно од превоја Хајбер и пола туцета рација на складишта НАТО-а за снабдевање у близини Пешавара који су уништили 300 теретних камиона и у Хумвусу у децембру 2008.

#### 2009.
У 2009. години, напади беспилотних летелица у Пакистану су се значајно повећали под администрацијом председника Сједињених Држава Барака Обаме, који су претходно почели током администрације председника Сједињених Држава Џорџа В. Буша. против талибана и милитаната Ал Каиде. Неки медији су о нападима говорили као о „рату беспилотним летелицама“.
У августу 2009. Бајтулах Мехсуд, вођа ТТП-а Терик-и-Талибан Пакистан, убијен је у нападу беспилотном летјелицом, што је био један од првих успјеха Обамине администрације.

### Повећање трупа САД и напредак Талибана
Као одговор на повећани ризик слања залиха преко Пакистана, почели су радови на успостављању Северне дистрибутивне мреже (НДН) кроз Русију и република средње Азије. Почетна дозвола за кретање залиха кроз регион дата је 20. јануара 2009. године, након што је генерал Дејвид Петреус посетио регион. Прва пошиљка дуж руте НДН кренула је 20. фебруара из Риги у Летонији, а затим је путовала 5.169 km (3.212 mi) до узбекистанског града Термез на граници са Авганистаном. Осим Ригу, друге европске луке укључивале су Поти, Грузију и Владивосток, Русија. Амерички команданти су се надали да ће се дневно преко НДН-а испоручивати 100 контејнера дневно. Поређења ради, 140 контејнера дневно се типично испоручивало преко Хајберског пролаза. До 2011. године, НДН је управљао са око 40% саобраћаја према Авганистану, наспрам 30% кроз Пакистан.
Дана 11. маја 2009. године, председник Узбекистана Ислам Каримов објавио је да се аеродром у Навоју (Узбекистан) користи за превоз несмртоносног терета у Авганистан. Због још увек неразјашњених односа између Узбекистана и САД након масакра у Андијону 2005. године и каснијег протеривања америчких снага из ваздушне базе Карши-Канабад, америчке снаге нису биле укључене у испоруке. Уместо тога, јужнокорејски Коријан ер, који је ремонтовао аеродром Навој, званично се бавио логистиком.
У почетку су на НДН-у били дозвољени само несмртоносни ресурси. Међутим, у јулу 2009. године, непосредно пре посете новог председника Барака Обаме Москви, руске власти су објавиле да би америчке трупе и оружје могли да користе ваздушни простор земље за долазак у Авганистан.
Заговорници људских права били су (од 2009. године) забринути да САД поново сарађују са владом Узбекистана, која се често оптужује за кршење људских права. Амерички званичници обећали су повећану сарадњу са Узбекистаном, укључујући даљу помоћ да се Навој претвори у регионални дистрибутивни центар за војне и цивилне подухвате.

#### 2009
У јануару 2009. године, око 3.000 америчких војника из борбеног тима 3. бригаде 10. планинске дивизије преселило се у провинције Логар, Вардак и Кунар. Авганистанска федерална гарда борила се заједно са њима. Трупе су биле први талас очекиваног пораста појачања које је првобитно наредио председник Буш, а повећао председник Обама.
Средином фебруара 2009. године најављено је да ће 17.000 додатних војника бити распоређено у две бригаде и да ће подржати трупе; 2. поморска експедициона бригада од око 3.500 и 5. бригада, 2. пешадијска дивизија, Стрикер бригада са око 4.000. Командант ИСАФ -а, генерал Дејвид МакКирнен позвао је додатних 30.000 војника, чиме је број војника био удвостручен.
Дана 25. јуна амерички званичници најавили су почетак операције Канџар ("удар мача"). Учествовало је око 4000 америчких маринаца из Друге бригадне експедицијске бригаде и 650 авганистанских војника. Канџар је пратио операцију под водством Британије под називом Операција Пантерова канџа у истом региону. Званичници су то назвали највећом операцијом маринаца од инвазије Фалуџе у Ираку 2004. године. Операција Пантерова канџа имала је за циљ да обезбеди различите прелазе канала и река како би се успоставило дугорочно присуство ИСАФ-а.
У почетку су се авганистански и амерички војници доселили у градове и села дуж реке Хелманд како би заштитили цивилно становништво. Главни циљ је био угурати се у упоришта побуњеника дуж реке. Секундарни циљ је био да се обезбеди сигурност у долини Хелманд на време за председничке изборе, који би требало да се одрже 20. августа.
Дана 4. септембра, током кампање у провинцији Кундуз, разоран ваздушни напад НАТО-а изведен је 7 km југозападно од Кундуза, где су талибански борци отели цивилне камионе за снабдевање, убивши до 179 људи, укључујући преко 100 цивила.
Дана 23. септембра, поверљива процена генерала МакКристала укључивала је његов закључак да ће за успешну стратегију против побуне бити потребно 500.000 војника за пет година.
У новембру 2009. године, амбасадор Карл В. Ејкенбери послао је два поверљива телеграма Вашингтону изражавајући забринутост због слања још трупа пре него што авганистанска влада покаже да је вољна да се ухвати у коштац са корупцијом и лошим управљањем који су подстакли успон талибана. Ејкенбери, пензионисани генерал са три звездице који је 2006–2007 командовао америчким трупама у Авганистану, такође је изразио фрустрацију због релативног оскудног новца издвојеног за развој и обнову. У каснијим депешама, Ејкенбери је више пута упозоравао да би распоређивање значајних америчких појачања резултирало „астрономским трошковима“ - десетинама милијарди долара - и само би продубило зависност авганистанске владе од Сједињених Држава.
Карзај је 26. новембра 2009. године јавно затражио директне преговоре са талибанским руководством. Карзај је рекао да постоји "хитна потреба" за преговоре и јасно ставио до знања да се Обамина администрација противила таквим разговорима. Није било званичног одговора САД.
Обама је 1. децембра на америчкој Војној академији у Вест Поинту најавио да ће САД послати још 30.000 војника. Антиратне организације у САД су брзо реаговале, а градови широм САД су 2. децембра видели протесте. Многи демонстранти су упоредили одлуку о распоређивању више трупа у Авганистану са ширењем Вијетнамског рата под Џонсоновом администрацијом.
Према брифингу од 22. децембра генерал-мајора Мајкла Т. Флина, највишег обавештајног официра САД у Авганистану, „Талибани задржавају [потребна] партнерства како би одржали подршку, подстакли легитимитет и ојачали капацитете“. Брифинг од 23 странице наводи да се „предвиђа да ће [безбедносни инциденти] бити већи у 2010.“ Према извештају, ти инциденти су већ порасли за 300 одсто од 2007. године и за 60 одсто од 2008. године. Тадашњи обавештајни подаци НАТО-а указивали су на то да су талибани имали чак 25.000 посвећених војника, скоро исто колико и пре 11. септембра и више него 2005.
Дана 10. августа МакКристал, новоименовани за америчког команданта у Авганистану, рекао је да су талибани добили предност. У наставку уобичајене талибанске стратегије летњих офанзива, милитанти су агресивно ширили свој утицај на северни и западни Авганистан и појачали свој напад у покушају да поремете председничка биралишта. Називајући талибане "врло агресивним непријатељем", додао је да је америчка стратегија зауставити њихов замах и фокусирати се на заштиту и заштиту авганистанских цивила, називајући то "тешким радом".
Тврдња талибана да је више од 135 насилних инцидената ометало изборе увелико је оспоравана. Међутим, од медија је затражено да не извештавају о било каквим насилним инцидентима. Према неким проценама, гласачи су изашли мање од очекиваних 70 одсто. У јужном Авганистану, гдје су талибани имали највећу моћ, одзив бирача био је низак, а спорадично насиље усмјерено је према бирачима и особљу безбједности. Главни посматрач изборне мисије Европске уније, генерал Пхилиппе Мориллон, рекао је да су избори "генерално поштени", али "неслободни".
Западни посматрачи избора имали су потешкоћа са приступом јужним регионима, где је најмање 9 авганистанских цивила и 14 снага безбедности убијено у нападима чији је циљ био застрашивање бирача. Талибани су дан након избора објавили видео снимак на којем се снима пут између Кабула и Кандахара, заустављају возила и траже да им виде прсте. На снимку је приказано десет мушкараца који су гласали слушајући талибанске милитанте. Талибани су помиловали бираче због Рамазана. Талибани су ракетама и другом индиректном ватром напали градове. Усред тврдњи о распрострањеној превари, оба главна кандидата, Хамид Карзај и Абдулах Абдуллах, однели су победу. Извештаји сугеришу да је излазност била мања него на претходним изборима.
Након Карзаијеве наводне побједе од 54 посто, која би спријечила други круг, више од 400.000 Карзаијевих гласова морало је бити поништено након оптужби за пријевару. Неке нације критиковале су изборе као "слободне, али не фер".
У децембру је у нападу на оперативну базу Чапман, коју је ЦИА користила за прикупљање информација и координацију напада беспилотним летелицама на талибанске лидере, погинуло најмање шест официра ЦИА-е.

#### 2010
У изјавама за јавност амерички званичници су раније хвалили војне акције Пакистана против милитаната током његове офанзиве на Јужни Вазиристан у новембру 2009. Карзај је започео мировне преговоре са мрежним групама Хаккани у марту 2010. Друге мировне иницијативе укључивале су авганистанску мировну џиргу 2010. У јулу 2010. године, извештај америчке војске је гласио: "Чини се да је увек тако када идемо тамо [у сусрет цивилима]. Нико не жели ништа с нама." У извештају о састанку са представницима школа спомињу се ученици који бацају камење на војнике и не поздрављају њихов долазак, као што је више пута пријављено на другим местима. Председник Зардари је рекао да је Пакистан током претходних осам година потрошио више од 35 милијарди америчких долара у борби против тероризма. Према авганистанској влади, приближно 900 талибана је убијено у операцијама спроведеним током 2010. Због повећане употребе побуњеника од стране побуњеника, број повређених војника коалиције, углавном Американаца, значајно се повећао. Почевши од маја 2010. године, специјалне снаге НАТО-а почеле су се концентрирати на операције хватања или убијања одређених талибанских вођа. Од марта 2011. америчка војска је тврдила да су ти напори резултирали заробљавањем или убиством више од 900 талибанских заповедника ниског до средњег нивоа. Све у свему, у 2010. години забиљежено је највише побуњеничких напада у било којој години од почетка рата, достигавши врхунац у септембру на више од 1.500. Побуњеничке операције су се "драматично" повећале у две трећине авганистанских провинција.
Распоређивање додатних америчких трупа настављено је почетком 2010. године, са 9.000 од планираних 30.000 на месту пре краја марта и још 18.000 очекиваних до јуна, при чему је 101. ваздушно -десантна дивизија главни извор и експедиционе снаге маринаца у провинцији Хелманд. Америчке трупе у Авганистану биле су веће од оних у Ираку, први пут од 2003.
ЦИА је, на захтев генерала МакКристала, планирала да повећа снаге оперативаца, укључујући елитне официре САД, са снагама америчких војних специјалних операција. Ова комбинација је добро функционисала у Ираку и у великој мери је заслужна за успех тог налета. ЦИА је такође повећала кампању користећи ракетне нападе Хеллфире на Ал-Каиду у Пакистану. Број удара у 2010. години, 115, више је него удвостручио 50 напада дроновима који су се догодили 2009.
Повећање броја војника подржало је шестоструко повећање операција Специјалних снага. Само у септембру 2010. године извршено је 700 ваздушних напада наспрам 257 током целе 2009. године Од јула 2010. до октобра 2010. убијено је 300 талибанских команданата и 800 пешака. Још стотине побуњеничких вођа убијено је или заробљено на крају 2010. Петреус је рекао: "Сада имамо зубе у непријатељској вратници и нећемо их пустити".
ЦИА је основала тимове за борбу против тероризма (ЦТПТ) у чијем саставу су били Авганистанци на почетку рата. Ове снаге су до 2010. порасле на преко 3.000 и сматрале су се једном од „најбољих авганистанских борбених снага“. Firebase Lilley је био један од нервних центара САД. Ове јединице нису биле ефикасне само у операцијама против Талибана и снага Ал Каиде у Авганистану , већ су прошириле своје операције и на Пакистан. Они су такође били важни фактори и у „контратероризму плус“ и у пуним опцијама „против побуне“ о којима је Обамина администрација говорила у прегледу из децембра 2010.
Дана 25. јула 2010. године објављено је објављивање 91.731 поверљивих докумената од организације Викиликс. Документи покривају америчке војне инциденте и обавештајне извештаје од јануара 2004. до децембра 2009. Неки од ових докумената укључивали су саниране и "заташкане" извјештаје о цивилним жртвама узрокованим коалиционим снагама. Извештаји су укључивали многе референце на друге инциденте са цивилним жртвама, попут ваздушног напада на Кундуз и инцидента код Нангар Хела. Документи који су процурели такође садрже извештаје о дослуху Пакистана са Талибанима. Према Дер Шпиглу, "документи јасно показују да је пакистанска обавештајна агенција Inter-Services Intelligence (обично позната као ISI) најважнији саучесник талибана изван Авганистана".
Напетости између Пакистана и САД порасле су крајем септембра након што је неколико војника Пакистанске пограничне јединице убијено и рањено. Трупе је напао амерички пилотирани авион који је прогонио талибанске снаге у близини авганистанско-пакистанске границе, али је из непознатих разлога отворио ватру на два пакистанска гранична пункта. Као одмазду за напад, Пакистан је на неодређено време затворио копнени гранични прелаз Торхам за конвоје за снабдевање НАТО-а. Овај инцидент уследио је након објављивања видео записа који наводно приказује униформисане пакистанске војнике како погубљују ненаоружане цивиле. Након затварања границе у Торхаму, пакистански талибани напали су конвоје НАТО-а, убивши неколико возача и уништивши око 100 танкера.

### Повлачење САД и НАТО-а

#### 2011
Битка код Кандахара била је део офанзиве која је добила име по бици код Бад'ра, која се догодила 13. марта 624. године, између Медине и Меке. Битка је уследила након најаве 30. априла да ће талибани започети своју пролећну офанзиву.
Дана 2. маја амерички званичници су објавили да је вођа Ал Каиде Осама бин Ладен убијен у операцији Нептуново копље, коју су спровеле америчке морнаричке фоке у Пакистану.
Талибани су 7. маја покренули велику офанзиву на владине зграде у Кандахару. Талибани су рекли да им је циљ да преузму контролу над градом. Нападнуто је најмање осам локација: гувернеров комплекс, градоначелникова канцеларија, седиште НДС-а, три полицијске станице и две средње школе. Битка се наставила други дан. ББЦ-јев Билал Сервер назвао је то "најгорим нападом у провинцији Кандахар од пада талибанске владе 2001. године и срамотом за авганистанску владу коју подржава Запад".
Председник Обама је 22. јуна најавио да ће 10.000 војника бити повучено до краја 2011. године и да ће се додатних 23.000 војника вратити до лета 2012. Након повлачења 10.000 америчких војника остало је само 80.000 војника. У јулу 2011. Канада је повукла своје борбене трупе, прешавши на обуку.
Следећи тај пример, друге земље НАТО -а најавиле су смањење војних снага. Уједињено Краљевство је изјавило да ће постепено повући своје трупе, међутим није навело број или датуме. Француска је најавила да ће повући отприлике 1.000 војника до краја 2012, а преостало је 3.000 војника. Стотине ће се вратити крајем 2011. и почетком 2012. године, када је авганистанска национална армија преузела контролу над округом Суроби. Преостале трупе наставиле би да делују у Каписи. Њихово потпуно повлачење очекивало се до краја 2014. или раније с обзиром на одговарајуће осигурање.
Белгија је најавила да ће се половина њихових снага повући почевши од јануара 2012. Норвешка је објавила да је започела повлачење својих близу 500 војника и да ће потпуно изаћи до 2014. Једнако тако, шпански премијер је најавио повлачење трупа почевши од 2012. године, укључујући и до 40 одсто до краја прве половине 2013. године, а потпуно повлачење до 2014. године.
Након копља Нептуна, снаге ИСАФ-а су "случајно" напале пакистанске оружане снаге 26. новембра, убивши 24 пакистанска војника. Пакистан је блокирао линије снабдевања НАТО-а и наредио Американцима да напусте аеродром Шамси. Генерални секретар НАТО-а Андерс Фог Расмусен рекао је да је напад "трагичан" и "ненамјеран". "Ово (жаљење) није довољно добро. Оштро осуђујемо нападе и задржавамо право на акцију", рекао је генерал-мајор ДГ ИСПР-а Атар Абас. „Ово би могло имати озбиљне последице по ниво и обим наше сарадње“.

#### 2012
Напади талибана наставили су се истом брзином као и 2011. године, око 28.000 напада. У септембру 2012. окончан је талас америчког особља који је почео крајем 2009.
Крајем 2011. Национални фронт Авганистана (НФА) створили су Ахмад Зија Масуд, Абдул Рашид Достум и Хаџи Мохамад Мохакик, у ономе што су многи аналитичари описали као реформацију војног крила Уједињеног фронта (Северна алијанса) како би се успротивили повратку талибана на власт. У међувремену, велики део политичког крила поново се ујединио под Националном коалицијом Авганистана коју је предводио Абдулах Абдулах који је постао главни демократски опозициони покрет у авганистанском парламенту. Бивши шеф обавјештајне службе Амрулах Салех створио је нови покрет Басеџи Мили (авганистански зелени тренд), уз подршку међу младима који су мобилисали око 10.000 људи на демонстрацијама против Талибана у Кабулу у мају 2011.
У јануару 2012. године Национални фронт Авганистана изразио је забринутост због могућности тајног договора између САД, Пакистана и талибана током састанка у Берлину који је био надалеко познат јавности. Амерички конгресмен Луј Гомерт написао је: „Ови лидери који су се борили са обученим специјалним снагама да у почетку поразе талибане представљају више од 60 посто авганистанског народа, али су их администрације Обаме и Карзаја у преговорима у потпуности занемариле“. Након састанка са америчким конгресменима у Берлину, Национални фронт је потписао заједничку декларацију у којој се, између осталог, каже:
Чврсто вјерујемо да било који преговори с талибанима могу бити прихватљиви, а самим тим и ефикасни, ако су у процес укључене све стране у сукобу. Садашњи облик разговора са талибанима је погрешан јер искључује Авганистанце против Талибана. Мора се подсетити да су талибански екстремисти и њихове присталице Ал Каиде поражени од стране Авганистанаца који су се опирали екстремизму уз минималну људску подршку Сједињених Држава и међународне заједнице. Садашњи преговори с талибанима не узимају у обзир ризике, жртве и легитимне интересе Авганистанаца који су окончали брутално угњетавање свих Авганистанаца.
- Изјава Националног фронта у Берлину, јануар 2012

Дана 2. маја 2012. године, председници Карзај и Обама потписали су споразум о стратешком партнерству између две земље, након што је председник САД ненајављено допутовао у Кабул на прву годишњицу смрти Осаме бин Ладена. Споразум о стратешком партнерству између САД и Авганистана, званично насловљен „Трајни споразум о стратешком партнерству између Исламске Републике Авганистан и Сједињених Америчких Држава“, пружа дугорочни оквир за однос две земље након повлачења САД снаге. Споразум о стратешком партнерству ступио је на снагу 4. јула 2012. године, изјавила је државна секретарка Хилари Клинтон 8. јула 2012. на конференцији у Токију о Авганистану. 7. јула 2012, у оквиру споразума, САД су прогласиле Авганистан за главног савезника који није члан НАТО-а, након што су се Карзај и Клинтон састали у Кабулу. Две земље су 11. новембра 2012. године, у оквиру споразума, започеле преговоре о билатералном споразуму о безбедности.
Дана 21. маја 2012. лидери земаља чланица НАТО-а подржали су излазну стратегију током Самита НАТО-а. Снаге ИСАФ-а пренијеле би команду над свим борбеним мисијама на авганистанске снаге до средине 2013. године, док би се са борбе пребациле на савјетовање, обуку и помоћ авганистанским снагама безбједности. Већина од 130.000 војника ИСАФ-а отићи ће до краја децембра 2014. Нова мисија НАТО-а тада би преузела улогу подршке.

#### 2013
Карзаj је посетио САД у јануару 2012. Тада је америчка влада изјавила да је отворена за повлачење свих својих трупа до краја 2014. године.
Дана 11. јануара 2012. Карзаи и Обама договорили су се да преносе борбене операције из НАТО-а на авганистанске снаге до пролећа 2013. године, а не до лета 2013. "Оно што ће се догодити овог пролећа је да ће Авганистанци бити водећи у читавој земљи", рекао је Обама. „Они [снаге ИСАФ-а] ће се и даље борити заједно са авганистанским трупама ... ми ћемо бити у обуци, помоћи, саветовању“. Он је такође навео разлог повлачења да је „Постигли смо свој централни циљ, или смо пришли врло близу ... а то је да де-кондензирамо Ал Каиду, да их демонтирамо, како би били сигурни да нас не могу поново напасти".
Пренос безбедносних одговорности је завршен 18. јуна 2013. године. Последњи корак је био пренос контроле над 95 преосталих округа. Карзај је рекао: "Кад људи виде да је безбедност пребачена на Авганистанце, они подржавају војску и полицију више него раније". Лидер НАТО-а Расмусен рекао је да авганистанске снаге завршавају петостепени процес транзиције који је почео у марту 2011. "Они то раде са изузетном одлучношћу", рекао је он. „Пре десет година није било авганистанских националних безбедносних снага ... сада имате 350.000 авганистанских војника и полиције“. ИСАФ је и даље планирао да оконча своју мисију до краја 2014. У земљи је остало око 100.000 снага ИСАФ-а.

#### 2014
Након 2013. године, талибани су ескалирали самоубилачке нападе. Пример за то је бомбардовање либанског ресторана у области Вазир Акбар Кан у Кабулу 18. фебруара 2014. године. Међу погинулима у овом нападу било је особље УН-а и власник ресторана, који је умро штитећи свој посао; Убијена је укупно 21 особа. У међувремену се повлачење наставило, а још 200 америчких војника отишло је кући. Велика Британија преполовила је своје снаге и успорила повлачење са затварањем свих база осим две. Дана 20. марта 2014. године, више од четири недеље након што је бомба у војном аутобусу коју су извели талибани поново потресла град, рација талибана у ресторану хотела Серена у Кабулу резултирала је смрћу девет особа, укључујући четири починиоца. Напад се догодио само девет дана након што су талибани убили шведског радијског новинара Нилса Хорнера.
Међутим, како су се америчке трупе повукле из Авганистана, њих су замениле приватне безбедносне компаније које су ангажовале влада Сједињених Држава и Уједињене нације. Многе од ових приватних компанија за обезбеђење (које се такође називају и војни извођачи) састојале су се од бивше војске САД, америчких маринаца, британског, француског и италијанског одбрамбеног особља које је напустило одбрану након неколико година активне службе. Њихови прошли односи са одбраном помогли су у успостављању њихових акредитива, истовремено дозвољавајући САД и Британцима да и даље буду умешани у копнене акције без захтева да стационирају своје снаге. Ово је укључивало компаније као што је војна компанија са седиштем у Охају, Mission Essential Personnel коју је основао Санил Рамчанд, бивши службеник Беле куће и ветеран америчке морнарице.
Упркос кризи на Криму, до марта 2014. године, Русија није покушала да изврши притисак на САД преко линије снабдевања Северне дистрибутивне мреже. Дана 9. јуна 2014. године у ваздушном нападу коалиције грешком је погинуло пет америчких војника, припадник авганистанске националне армије и преводилац у провинцији Забул.
Наоружани нападач у авганистанској војној униформи отворио је 5. августа 2014. године ватру на бројне америчке, стране и авганистанске војнике, убивши америчког генерала Харолда Џ. Грина и ранивши око 15 официра и војника, укључујући немачког бригадног генерала и велики број америчких војника у кампу Карга, бази за обуку западно од Кабула.
Два дугорочна безбедносна пакта, Билатерални споразум о безбедности између Авганистана и Сједињених Америчких Држава и Споразум о статусу снага НАТО-а између НАТО-а и Авганистана, потписана су 30. септембра 2014. године. Оба пакта постављају оквир за учешће страних трупа у Авганистану након 2014. године.
Након 13 година Британија и САД су званично окончале своју борбену операцију у Авганистану 26. октобра 2014. Тог дана Британија је предала своју последњу базу у Авганистану, камп Бастион, док су Сједињене Америчке Државе своју последњу базу, камп Литернек, предале Авганистану снаге.
Још у новембру 2012. године, САД и НАТО разматрали су прецизну конфигурацију свог присуства у Авганистану након 2014. Дана 27. маја 2014. године, председник Барак Обама најавио је да ће се америчке борбене операције у Авганистану завршити у децембру 2014. (види Повлачење америчких трупа из Авганистана (2011–2016)). Требало је да остане 9.800 војника који ће обучавати авганистанске снаге безбедности и подржавати протутерористичке операције против остатака Ал Каиде. Ове снаге ће се преполовити до краја 2015. године и консолидовати у ваздухопловној бази Баграм и у Кабулу. Све америчке снаге, са изузетком „нормалног присуства амбасаде“, биле би уклоњене из Авганистана до краја 2016. У 2014. години, 56 припадника служби Сједињених Држава и 101 предузимач погинуло је у Авганистану.
Дана 28. децембра 2014. године НАТО је званично окончао борбена дејства на церемонији одржаној у Кабулу. Континуиране операције снага Сједињених Држава унутар Авганистана наставиће се под називом Операција Слободина стража; томе се придружила и нова мисија НАТО -а под називом Операција Одлучна подршка. У операцији Одлучна подршка биће укључено 28 држава НАТО-а, 14 нација партнера, 11.000 америчких војника и 850 немачких војника. Заједничка оперативна група за специјалне операције-Авганистан, преостала организација специјалних снага САД/НАТО, укључује радну групу за борбу против тероризма. Према Збирци података Команде америчких команди за специјалне операције за 2015, ова радна група "[ц] спроводи офанзивне операције у Авганистану како би деградирала мреже Талибана, Ал Каиде и Хакани групе како би их спречила да успоставе оперативно значајна сигурна уточишта која угрожавају стабилност и суверенитет Владе Исламске Републике Авганистан и Сједињених Држава". Ова радна група је слична претходним снагама, попут Оперативне групе 373.
Велика Британија је званично обележила крај своје улоге у авганистанском рату на церемонији одржаној у катедрали Светог Павла 13. марта 2015. Око 500 британских војника остаје у "неборбеним" улогама.

### Операција Слободина стража и Сукоб талибана и ИСИЛ-а у Авганистану
Кинески званичници су изјавили да авганистанска стабилност утиче на сепаратистичка кретања у региону, укључујући запад Кине, као и на безбедност кинеско-пакистанског економског коридора. Кина и Пакистан били су укључени у преговоре између авганистанске владе и Талибана. Четвороугаона координациона група коју чине авганистански, амерички, кинески и пакистански званичници позивају талибане на разговоре о мировним преговорима од јануара 2016. године, али су тренутно вероватно заузети међусобном борбом и владиним снагама. Очекивало се да ће се састанак представника обе стране одржати почетком марта, али су талибани изјавили да неће учествовати.
Бомбардовање парламента у Кабулу указало је на разлике унутар Талибана у њиховом приступу мировним преговорима. У априлу 2016. године председник Ашраф Гани је „извукао утикач“ из авганистанских влада које нису успеле да започну мировне преговоре са талибанима. Осим тога, због интеграције Хакани мреже у водство талибана, било би теже водити мировне преговоре. Иако је вођа талибана Хибатула Акунџада рекао да је мировни споразум могућ ако се влада у Кабулу одрекне својих страних савезника.
Талибани су 2015. године започели офанзиву у провинцији Хелманд, заузевши делове провинције. До јуна 2015. године преузели су контролу над Дишуом и Баграном убивши 5.588 снага безбедности авганистанске владе (од тога 3.720 полицајаца). До краја јула, талибани су заузели округ Навзад, а 26. августа талибани су преузели контролу над Муса Калом. Статус преосталих округа, до 18. децембра 2015. године, је да се талибанске и авганистанске безбедносне снаге оспоравају Нахри Сарај, Сангин, Кајаки, Над Али и Ханашин (авганистанске снаге безбедности тврде да су претходно "избациле" талибане из Окружног центра Ханашин, са 42 убијена талибанска борца), док се верује да се оспоравају Гармсир, Вашир и Наваи Барак.
У октобру 2015. године, талибанске снаге покушале су да заузму Лашкаргах; главни град провинције Хелманд, авганистански 215. корпус и снаге за специјалне операције започеле су у новембру контраофанзиву против талибана, док је напад одбијен, талибанске снаге су од децембра 2015. остале укопане у предграђа града. У децембру 2015. обновљена офанзива Талибана у Хелманду усредсређена на град Сангин. Округ Сангин је 21. децембра пао под талибане након жестоких сукоба у којима је у два дана погинуло више од 90 војника. Извештавано је да се 30 припадника САС-а, заједно са 60 америчких оператора специјалних снага, придружило авганистанској војсци у бици за преузимање делова Сангина од талибанских побуњеника, поред тога, око 300 америчких војника и мали број Британаца остало је у Хелманду да саветује авганистанске команданте на нивоу корпуса.
Високи амерички команданти рекли су да авганистанским трупама у провинцији недостају ефикасни лидери, као и потребно оружје и муниција за спречавање упорних напада талибана. Неки авганистански војници у Хелманду годинама су се без паузе борили у тешким условима да виде своју породицу, што је довело до лошег морала и високих стопа дезертерства. Почетком фебруара 2016, талибански побуњеници обновили су напад на Сангин, након што су претходно одбијени у децембру 2015, лансирајући низ жестоких напада на снаге авганистанске владе раније у току месеца. Као резултат тога, Сједињене Државе су одлучиле да пошаљу трупе из 2. батаљона, 87. пешадијског пука, 10. брдске дивизије, како би подржале авганистански 215. корпус у провинцији Хелманд, посебно око Сангина, придруживши се снагама америчких специјалних операција које су већ у том подручју.
ЦНН је 23. фебруара 2016. године објавио да су се авганистанске трупе повукле из округа Навзад и Муса Кала у провинцији Хелманд 20. и 21. фебруара, што је, како је рекао високи војни званичник, "тактички" потез. Шеф локалног покрајинског већа Мохамад Карим Атал рекао је за ЦНН: "Авганистански војници платили су високу цену и повратили су нека подручја у тим окрузима проливши своју крв пре само неколико месеци, али сада због лошег управљања, недостатка координације и слабог вођство оставили су их у рукама непријатеља".
14. марта 2016. године округ Ханишин у провинцији Хелманд пао је под талибане; и округ по округ, авганистанске трупе су се повлачиле назад у урбана средишта у Хелманду. Почетком априла 2016. године, 600 авганистанских војника покренуло је велику офанзиву како би повратило подручја Сангина и подручја око њих, која су окупирали талибани, Талибани су одбили офанзиву авганистанске војске да поврате град Ханишин, а дезертерства из војске у подручја су распрострањена. До 28. јула 2016. године изгледи о ситуацији у провинцији Хелманд били су добри, амерички војни званичници сада очекују велику офанзиву талибана. Генерал Џон Николсон је рекао, "сада, борбена сезона није завршена. Очекујемо да ћемо видети и друге непријатељске покушаје да поврате територију у Хелманду. Али до сада су ствари на позитивној путањи".
Упркос америчким ваздушним нападима, милитанти су опсели Лашкаргах, наводно контролишући све путеве који воде до града и подручја удаљених неколико километара. САД су појачале ваздушне нападе у знак подршке авганистанским копненим снагама. Авганистанске снаге у Лашкаргаху пријављене су као "исцрпљене", док су полицијски контролни пунктови око престонице падали један по један; док су талибани послали нову елитну командоску силу у Хелманд под називом "Сара Кита" у Пашту.
Авганистанске снаге безбедности узвратиле су нападе талибанских бораца који су задирали у Чахењиру, само 10 км од Лашкаргаха; Авганистанске специјалне снаге уз ваздушне нападе САД бориле су се против све боље наоружаних и дисциплинованих талибанских милитаната. Један командант авганистанских специјалних снага рекао је: „Талибани имају тешко наоружане, униформисане јединице опремљене ноћним видом и модерним наоружањем“. Дана 22. августа 2016. године, САД су објавиле да је 100 америчких војника послато у Лашкаргах како би се спречило да Талибани га не прегазе, што је бригадни генерал Чарлс Кливленд назвао "привременим напором" да саветује авганистанску полицију. Распоређивањем је број америчких војника распоређених у Лашкаргаху и околини порастао на око 700; према речима портпарола гувернера провинције Хелманд, америчке снаге су изводиле операције са авганистанским снагама у области Чахењир у округу Над-е-Али и око области Бабаји.
Дана 1. октобра 2016. године објављено је да су се талибански борци приближили Лашкаргаху напредујући у пољопривредни округ на другој страни реке од града. Упркос потискивању талибана уз подршку америчких ваздушних напада у августу, авганистанска влада се борила да преокрене ток борби. Локални званичници рекли су да снаге безбедности ангажују побуњенике и да се очекује да ускоро почну офанзивне операције. Дана 10. октобра, објављено је да су талибани покренули велики напад на Лашкаргах, напредујући у град, а за њих је речено да су заузели Болан и Наву.
Талибани су 31. децембра 2016. наставили напад на провинцију нападима на округе Сангин и Марјах. У јануару 2017. године Марински корпус САД је известио да ће у пролеће 2017. године амерички марински корпус распоредити радну групу од 300 људи (познату као Task Force Southwest) на девет месеци у југозападни Авганистан како би саветовали и помогли локалним снагама безбедности у сузбијању Талибана који су заузели територије у провинцији Хелманд. Званичници су рекли да ће маринци радити заједно са "кључним вођама" из 215. корпуса авганистанске националне армије и националне полиције 505. зоне "како би додатно оптимизовали своје способности у том региону". Оперативна група Југозапад ће се састојати углавном од вишег војног особља изабраног из јединица у саставу 2. експедиционих снага маринаца, укључујући 6. пук маринаца; Радна група ће заменити Радну групу америчке војске, која је сличну саветодавну улогу обављала већи део 2016. године. Неке процене указивале су на то да су талибани заузели више од 80% провинције Хелманд. Према статистичким подацима Министарства одбране, 9 америчких војника је погинуло у акцији, а 70 их је тамо рањено непријатељским активностима током 2016. Вашингтон пост је известио да авганистанска влада контролише 2 округа, док се 6 округа оспорава, а осталих 6 у великој мери контролишу талибани.
Дана 12. фебруара 2017. године, Хаф пост је известио да је, према извештају УН -а, амерички авион извео око 30 ваздушних удара у провинцији Хелманд у претходној недељи; према саопштењу УН -а, у ваздушним нападима у округу Сангин 9. и 10. фебруара погинуло је чак 18 цивила. Military.com је известио да је канцеларија гувернера Хелманда рекла да је 60 талибанских бораца, укључујући 8 команданата, погинуло у недавним борбама, али су негирали било какву смрт цивила.
У раним јутарњим сатима 23. марта 2017, талибани су заузели округ Сангин пошто су заузели окружни центар, град Сангин. У ранијој фази рата скоро четвртина британских жртава узрокована је борбом за град, док је у новије време стотине авганистанских војника изгубило животе бранећи га. Дана 29. априла 2017. године, администрација Доналда Трампа распоредила је додатних 5.000 америчких маринаца у провинцију Јужни Хелманд.
Вашингтон пост је 16. априла 2018. године известио да авганистанска влада верује да има под контролом Лашкаргах и Гересхк и да је проширила безбедност чак на југ до окружног центра Гармсер и на запад до окружног центра Марџах, али већина од та два округа и многи други остају под утицајем или контролом талибана. Дана 1. априла 2018. године, авганистанске снаге су, уз америчку ваздушну подршку, започеле офанзиву у округу Наде Али.

#### 2015
Талибани су почели оживљавање због неколико фактора. Крајем 2014. године борбена мисија САД и НАТО-а завршена је, а повлачење већине страних снага из Авганистана смањило је ризик од бомбардовања и рације Талибана. У јуну 2014. године, пакистанска војна операција Зарб-е-Азб, покренута у племенском подручју Северног Вазиристана, избацила је хиљаде углавном узбекистанских, арапских и пакистанских милитаната, који су преплавили Авганистан и повећали редове Талибана. Групу је додатно охрабрио компаративни недостатак интересовања међународне заједнице и скретање њене пажње на кризу у другим деловима света, попут Сирије, Ирака, Јемена, Украјине, Либије, Нигерије и Сомалије. Авганистанским снагама безбедности такође недостају одређене способности и опрема, посебно ваздушна снага и извиђање. Политичке сукобе у централној влади у Кабулу и очигледну слабост у управљању на различитим нивоима такође експлоатишу талибани. У мају 2015. године Русија је затворила кључни војни транспортни коридор који је омогућио НАТО -у да испоручује војне залихе у Авганистан преко руске територије.
Бомбаш самоубилачки аутомобил напао је 5. јануара сједиште мисије ЕУПОЛ-а у Авганистану у Кабулу, убивши 1 особу и повриједивши 5. Талибани су преузели одговорност. Дана 15. јануара, авганистански безбедносни званичници ухапсили су пет мушкараца у Кабулу због сумње да су умешани у масакр у школи у Пешавару 2014. године у Пакистану. Средином јануара 2015. године Исламска држава Ирак и Левант основала је огранак у Авганистану под називом Вилајет Хорасан и започела регрутовање бораца и сукобе са Талибанима. Међутим, један авганистански војни официр изјавио је да верује да би авганистанска војска могла да се носи са било каквом претњом коју је група представила у земљи.
У јануару 2015. године, снаге Сједињених Држава почеле су да изводе нападе беспилотним летелицама у Авганистану под руководством администрације председника Сједињених Држава Барака Обаме против талибанских милитаната, милитаната пакистанских талибана (ТТП), подружнице ИСИЛ-а у Авганистану и милитаната Ал Каиде.
Америчке снаге појачале су нападе на "исламистичке милитанте", прелазећи даље од антитерористичких мисија. То је делимично због побољшаних односа са Сједињеним Државама због председавања Ганија. Разлози који су се користили за ове рације укључивали за заштиту америчких снага, што се широко тумачило. Један напад, заједнички напад америчких и авганистанских снага ухапсио је шест Талибана повезаних са масакром у школи у Пешавару 2014. Амерички министар одбране Еш Картер отпутовао је у Авганистан у фебруару 2015. године, током периода када се разговарало о томе да ће САД успорити повлачење из Авганистана.
У фебруару 2015. године, штабни елемент 7. пешадијске дивизије САД почео је да се распоређује у Авганистан. Служиће као Команда за помоћ саветницима у пружању помоћи Мисији одлучне подршке - седиште Југ. Њему ће се придружити борбени тим 2. бригаде 10. брдске дивизије и 101. бригада борбене авијације.
Дана 18. марта, Хафиз Вахиди, замјеник ИСИЛ-овог замјеника Емира у Авганистану, убиле су авганистанске оружане снаге, заједно са још 9 милитаната ИСИЛ-а који су га пратили.
Ројтерс је 19. марта известио да ће америчке војне базе у Кандахару и Џалалабаду вероватно остати отворене до краја 2015. године, рекао је високи амерички званичник, док је Савезна влада Сједињених Држава разматрала успоравање војног повлачења како би помогла новој влади да се бори против талибана. Очекивани преокрет политике одражавао је америчку подршку новом и више кооперативном председнику Авганистана, Ашрафу Ганију, и жељу да се избегне колапс локалних безбедносних снага који се догодио у Ираку након повлачења САД.
Дана 25. марта, Авганистанска национална армија је убила 29 побуњеника и повредила још 21 у низу операција у провинцијама Дајкунди, Газни и Парван. Једанаест људи, укључујући једног припадника америчке војске, погинуло је у нападу талибана на камп Интегритет у Кабулу у августу.
Бомбаши самоубице напали су хотел Хетал у мају. Норвешке специјалне снаге Marinejegerkommandoen имале су централно место у спасавању 37 аустралијских талаца, док су одржавале директан контакт са аустралијским амбасадором у Кабулу.
Током 2015. САД су лансирале око хиљаду бомби и пројектила на циљеве у Авганистану, према Савету за спољне односе.
Дана 22. јуна 2015. године, талибани су активирали аутомобил-бомбу испред Народне скупштине у Кабулу, а талибански борци напали су зграду јуришним пушкама и РПГ -овима. Талибански борац који је управљао аутомобилом напуњеним експлозивом успио је проћи сигурносне контролне пунктове прије него што је детонирао возило испред капије парламента. Шест талибанских побуњеника са пушкама АК-47 и РПГ заузело је положаје на оближњем градилишту. Чланови парламента евакуисани су на сигурно, док су снаге безбједности ангажовале побуњенике у двосатној борби оружјем. Портпарол авганистанског министарства унутрашњих послова Седик Седики рекао је да је полиција убила свих седам нападача и да ниједан посланик није рањен. Мисија УН -а у Авганистану саопћила је да су у нападу погинуле жена и дијете, а 40 цивила је повријеђено.
Жестоке борбе су се догодиле у провинцији Кундуз која је била место сукоба од 2009. године надаље. У мају 2015. летови у град Кундуз на северу земље обустављени су због вишенедељних сукоба између авганистанских снага безбедности и талибана изван града. Заоштравајући сукоб у северном округу Чар Дара у провинцији Кундуз навео је авганистанску владу да ангажује локалне борце милиције да појачају противљење талибанској побуни. У јуну су талибани појачали нападе око града Кундуза на северу у оквиру велике офанзиве у покушају да заузму град. Десетине хиљада становника интерно је расељено у Авганистану у борбама. Влада је повратила округ Чар Дара након отприлике месец дана борби.
Дана 11. новембра 2015. године објављено је да је дошло до сукоба између различитих талибанских фракција у провинцији Забул. Борци лојални новом талибанском вођи Муллах Акхтар Мансоор борили су се против расколничке фракције про-ИСИЛ-а коју је предводио Мулла Мансоор Дадуллах. Иако је Дадуллахова фракција уживала подршку страних ИСИЛ -ових бораца, укључујући Узбеке и Чечене, објављено је да су Мансоорови одани талибани имали предност. Према речима Гхулама Јиланија Фарахија, покрајинског директора безбедности у Забулу, више од 100 милитаната са обе стране убијено је од избијања борби.
Борбе су настављене и у 2016; 10. марта 2016. године, званичници су рекли да су се талибани сукобили са отцепљеном групом талибана (на челу са Мухамедом Расулом) у округу Схинданд у Херату са до 100 погинулих милитаната; сукоби су такође гушили мировне преговоре.
Као резултат борби, које су довеле до тога да је Мансоур затрпан кампањом за сузбијање неслагања против свог руководства; Сирајуддин Хаккани, шеф Хаккани мреже, изабран је да постане заменик вође талибана у лето 2015. године, током борбе за вођство унутар талибана. Сирајуддин и други лидери Хакканија све више воде свакодневне војне операције за талибане, посебно; побољшавајући урбане терористичке нападе и негујући софистицирану међународну мрежу прикупљања средстава, такође су именовали талибанске гувернере и почели да уједињују талибане. Као резултат тога, Хаккани мрежа је сада блиско интегрирана с талибанима на водећем нивоу и има све већи утјецај унутар побуњеника, док је мрежа прије тога била у великој мјери аутономна, а постоји бојазан да ће борбе бити смртоносније. Напетост са пакистанском војском такође је подигнута јер их амерички и авганистански званичници оптужују да су склонили Хаканије као посредничку групу.
Талибани су 2015. започели офанзиву у провинцији Хелманд, заузевши делове провинције. До јуна 2015. године преузели су контролу над Дишуом и Багхраном убивши 5.588 снага безбедности авганистанске владе (од тога 3.720 полицајаца). До краја јула, талибани су заузели округ Навзад, а 26. августа талибани су преузели контролу над Муса Калом. Статус преосталих округа, до 18. децембра 2015. године, је да се талибанске и авганистанске безбедносне снаге оспоравају Нахри Сараж, Сангин, Кајаки, Над Али и Ханашин (авганистанске снаге безбедности тврдиле су да су претходно "избациле" талибане из Окружног центра Ханашин, са 42 убијена талибанска борца), док се верује да се оспоравају Гармсир, Вашир и Навај Барак.
У октобру 2015. године, талибанске снаге покушале су да заузму Лашкар Гах; главни град провинције Хелманд, авганистански 215. корпус и снаге за специјалне операције започеле су у новембру контраофанзиву против талибана Whilst the assault was repelled, Taliban forces remained dug into the city's suburbs as of December 2015., док је напад одбијен, талибанске снаге су од децембра 2015. остале укопане у предграђа града. У децембру 2015. обновљена офанзива талибана у Хелманду усредсређена на град Сангин. Округ Сангин је 21. децембра пао под талибане након жестоких сукоба у којима је у два дана погинуло више од 90 војника. Извештавано је да се 30 припадника САС-а, заједно са 60 америчких оператора специјалних снага, придружило авганистанској војсци у бици за преузимање делова Сангина од талибанских побуњеника, поред тога, око 300 америчких војника и мали број Британаца остало је у Хелманду да саветује авганистанске команданте на нивоу корпуса.
Дана 23. децембра или приближно тог датума, приближно 200 авганистанских полицајаца и војних снага опкољено је у градском сједишту полиције, са муницијом, војном опремом и храном која је морала бити одбачена на њихове положаје, док је остатак Сангина био под контролом талибана, а покушао је и помоћ мисија није успела. Од 27. децембра 2015. године, Талибани преузимају контролу над окрузима Муса Кала, Навзад, Багран и Дишо, а окрузи Сангин, Марја, Ханишин, Над Али и Кајаки такође су искусили дуготрајне борбе, рекао је Мохамад Карим Атал, начелник Покрајинско веће Хелманд.

#### 2016
У јануару 2016. године, америчка влада је упутила Пентагону директиву која је дала нова законска овлашћења америчкој војсци да пређе у офанзиву против милитаната повезаних са ИСИЛ-КП (Исламска држава Ирак и Левант-провинција Хорасан), Стејт департмент је објавио да је ИСИС у Авганистану и Пакистану проглашен страном терористичком организацијом. ИСИС-К је формиран у јануару 2015. године након што је обећао своју вјерност Ебу Бекру ал Багдадију the number of militants started with around 60 or 70, with most of them coming over the border with Pakistan but now they range between 1,000 and 3,000 militants,, број милитаната почео је са отприлике 60 или 70, од којих је већина дошла преко границе с Пакистаном, али сада [када?] се они су крећу се између 1.000 и 3.000 милитаната, углавном пребеглих из авганистанских и пакистанских талибана, и генерално је ограничено на провинцију Нангархар, али је такође било/имало присуство у провинцији Кунар.
Током 3 недеље у том месецу, америчка војска је извела најмање десетак операција, укључујући рације командоса и ваздушне нападе, од којих су се многи од тих рација и удара догодили у региону Тора Бора у провинцији Нангархар. Амерички команданти у Авганистану рекли су да верују да је у овим недавним операцијама убијено између 90 и 100 милитаната Исламске државе. До 11. фебруара, ABC је известио да је америчка војска извршила 20 ваздушних напада на ИСИС у источном Авганистану у претходне 3 недеље. The Wall Street Journal је 21. фебруара известио да су, нешто више од недељу дана раније, авганистанске снаге уз подршку америчких ваздушних удара покренуле операцију под називом "Орао 18", против снага ИСИЛ-а у провинцији Нангархар. Копнене снаге предвођене авганистанском војском уз подршку полиције и паравојних група угуране су у округ Ачин, главну базу те групе да би истиснуле Исламску државу из свог упоришта, амерички ваздушни напади недељама су свакодневно погађали то подручје, убијајући милитанте повезане са Исламском државом и слабећи њихов стисак на округу. У операцији су рањена два авганистанска војника, али су се милитанти ИСИЛ-а повукли из Ачина и других округа. Дана 6. марта 2016. године, авганистански предсједник Ашраф Гани објавио је у авганистанском парламенту да је Исламска држава поражена у источним дијеловима земље, да су авганистанске снаге однијеле побједу након 21-дневне операције у окрузима Ачин и Шинвар у провинцији Нангархар, тврдећи да убијено најмање 200 милитаната. Операцији су помогли локални цивили који су поставили контролне пунктове како би помогли у одржавању безбедности у својим селима, а касније су допунили авганистанске снаге. Дана 15. марта 2016. један званичник је потврдио да су се милитанти Исламске државе доселили у округ Чахар Дара у провинцији Кундуз и у провинцију Кунар.
Почетком априла 2016. године објављено је да су америчке и авганистанске снаге убиле 1.979 осумњичених милитаната, 736 других рањених и 965 заточених у периоду од априла 2015. до марта 2016. године, милитанти ИСИС-а су такође покушавали да побегну у провинције Газни и Нуристан, док је пораст пребези из групе у владу и талибане. Талибани су 12. априла 2016. објавили да ће покренути офанзиву под називом Операција Омари.
Припадници Исламске државе напали су крајем јуна 2016. полицијске пунктове у области Кот у провинцији Нангархар, где су се водиле тешке борбе између милитаната Исламске државе и владиних снага безбедности однеле су десетине живота на истоку Авганистана, а пријављено је да је убијено чак 36 милитаната ИС. У нападима је убијено најмање десетак авганистанских снага безбедности и цивила, а још 18 је рањено. Најновији напади указују на то да група остаје моћна пријетња влади која се већ бори са побуном у којој доминирају ривалски талибани.
Авганистанске снаге су се бориле против талибана на североистоку Кундуза у оквиру пролећне офанзиве авганистанских снага. Дана 14. априла, стотине талибана и других побуњеника покушало је да заузме Кундуз, међутим авганистанске снаге су одбиле напад, према речима шефа провинције Кундуз, наводно убивши 40 и ранивши између 8 и 60 талибана, док су авганистанске снаге које су претрпеле 4 погинула и 6 рањених. Амерички надзорни авиони подржавали су авганистанске снаге у покушају да потисну талибане назад, такође је било борби у најмање 6 других округа, где је погинуло још 28 талибанских бораца са још 28 рањених. Дана 18. јула 2016, најмање 100 талибанских бораца напало је округ Калај Зал, провинција Кундуз, у покушају да заузму округ, али су их авганистанске снаге потиснуле, 8 талибана - укључујући и команданта - убијено је, док је 1 припадник снага безбедности Авганистана погинуо, а још троје рањено.
Талибани су погубили најмање 10 људи, од којих су неки наводно били војници ван дужности из авганистанске војске 31. маја 2016. након што су отели до 220 људи из аутобуса и аутомобила на контролном пункту на аутопуту Кундуз-Тахар. Већина путника је пуштена након што су их испитивали талибански побуњеници, али је најмање 18 појединаца и даље остало таоци. У провинцији Газни 7. јуна 2016. погинуло је 12 припадника авганистанских снага безбедности, међу којима је седам полицајаца, три војника и два званичника Националне управе за безбедност, следећег дана у северној провинцији Кундуз талибански борци зауставили су аутобус на аутопуту у близини главног града провинције и отели 40 путника - што је друга таква отмица у покрајини за мање од две недеље.
Талибански побуњеници ушли су у суд у авганистанском граду Газни 1. јуна 2016. године, сукобивши се с полицијом најмање сат времена у нападу у којем је убијено 10 људи, укључујући свих пет милитаната, саопштила је полиција. Напад се догодио неколико дана након што су се талибани зарекли да ће се осветити због погубљења прошлог месеца шест талибанских затвореника од стране авганистанске владе. Још један напад одмазде за погубљење затвореника од стране авганистанске владе догодио се 5. јуна 2016. године, при чему је најмање 5 људи убијено, а најмање 19 других повријеђено у апелационом суду у Пул Аламу у провинцији Логар, међу пет убијених у нападу био је новоименовани шеф апелационог суда. Касније истог дана, авганистански члан парламента, Шир Вали Вардак, убијен је бомбом постављеном у близини његове резиденције у главном граду Кабулу, још 11 људи је повријеђено у експлозији, ниједна група није преузела одговорност.
У јуну 2016. године, председник Обама је одобрио политику којом се америчкој војсци даје већа способност праћења и омогућавање авганистанским снагама у борби против талибана; одлука такође дозвољава већу употребу америчких ваздушних снага, посебно у мисијама ЦАС. Амерички командант у Авганистану, генерал Џон Николсон, добио је овлашћење да одлучи када америчке трупе могу пратити конвенционалне авганистанске снаге на терен; нешто што им је раније било дозвољено само са авганистанским специјалним снагама. Виши званичник америчке одбране рекао је да су проширена овлашћења намењена само за примену "у оним одабраним случајевима у којима њихово ангажовање може омогућити стратешке ефекте на бојном пољу". Претходна америчка правила ангажовања у Авганистану наметала су ограничење способности америчких снага да ударе на побуњенике; дозвољено им је да предузму мере против талибана у тренуцима када је њихова помоћ била потребна да се спречи значајан застој авганистанске војске. У то време, талибани су преусмеравали своју пажњу углавном на провинције Хелманд, Кандахар и Урузган, према америчким и авганистанским војним званичницима, мада су побуњеници нападали и другде. Присуство талибана у региону бројило је чак 25.000 бораца са више од 30.000 авганистанских снага безбедности које су се бориле да угуше настанак те групе. Дана 24. јуна, објављено је да је претходне недеље америчка војска извела прве ваздушне нападе на талибане од промене америчке политике; изводећи „пар“ ваздушних напада на циљеве у јужном Авганистану. У јулу 2016. године, председник Обама је најавио планове да по завршетку мандата остави 8.400 америчких војника у Авганистану, уместо да смањи број особља на 5.500 војника до краја године, што одражава потешкоће у смањењу америчког присуства у држави. Док је Велика Британија послала до 50 додатних војних лица у Авганистан: 21 ће се придружити мисији за борбу против тероризма, 15 ће бити укључено у развој лидерства на академији за обуку официра у авганистанској војсци, а 13 ће се придружити Мисији одлучне подршке, придружујући се 450 Британских трупа су већ биле у земљи. Британске трупе требало је да напусте Авганистан 2016. године, али је њихова мисија продужена на 2017. годину. Британске трупе остале су у земљи до 2021.
Дана 30. јуна 2016. године, два бомбаша самоубице напали су конвој авганистанске полиције који је превозио недавно дипломиране кадете на западној периферији главног града Кабула, убивши до 40 кадета, док је још 40 повређено. Инцидент се догодио 10 дана након напада на аутобус у којем су били непалски заштитари који су радили за канадску амбасаду у Кабулу и који је убио 14 људи.
Часопис Тајм је од јула 2016. проценио да је најмање 20% Авганистана било под контролом талибана, а најјужнија провинција Хелманд као главно упориште, док је генерал Николсон изјавио да су жртве званичних оружаних снага Авганистана порасле за 20 одсто у односу на 2015. Дана 23. јула 2016. године, авганистанске и америчке снаге започеле су офанзиву како би очистиле провинцију Нангархар од милитаната Исламске државе, неколико сати након бомбардовања Кабула, операција је названа "Гнев олује" у којој су учествовале и регуларна авганистанска војска и специјалне снаге и прва је авганистанска војска велика стратешка офанзива лета. Операцију су подржале трупе америчких специјалних снага и ваздушни напади; пет америчких снага специјалних снага рањено је у ватри или гелеру из лаког наоружања током 24. и 25. јула, док су авганистанске трупе за специјалне операције чистиле подручја јужног Нангархара, чинило се да је то први пријављени случај рањавања америчких трупа у борби против ИСИЛ-а у Авганистану. Дана 26. јула, током ноћне рације у округу Кот током операције, подржане страном ваздушном подршком, један од најважнијих лидера ИС у региону, Саад Емарати, један од оснивача ИСИЛ-КП, убијен је заједно са 120 других осумњичених милитаната; до 30. јула убили су стотине милитаната ИС у источном Авганистану. Авганистанске трупе ушле су у округ Кот након тешког ваздушног и артиљеријског бомбардовања које је присилило ДАЕШ да побегне у оближња планинска подручја, авганистанске снаге су наишле на мали отпор, пронашавши већ уништен камп за обуку, до 30. јула, гувернер провинције је рекао да је 78 ДАЕШ бораца било погинуло у операцији. Операција је повратила велике и значајне делове источног Авганистана, приморавши милитанте ДАЕШ-а назад у планине на југу Нангархара. Процењена величина ИСИЛ-КП у јануару 2016. била је око 3.000, али је до јула 2016. тај број смањен на приближно 1.000 до 1.500, при чему 70% његових бораца долази из ТТП-а.
Авганистанска влада је 22. септембра 2016. потписала нацрт мировног споразума са Хезб-и-Ислами. Према нацрту споразума, Хезб-и-Ислами је пристао да прекине непријатељства, прекине везе са екстремистичким групама и поштује Устав Авганистана, у замену за признање те групе од стране владе и подршку за уклањање санкција Уједињених нација и САД против Хекматјара, који обећано му је и почасно место у влади. Споразум су озваничили 29. септембра и авганистански председник Ашраф Гани и Хекматјар који су се појавили путем видео везе у председничкој палати, потписујући споразум.
Дана 4. октобра 2016. године, амерички војник из чете Б, 2. батаљона, 10. СФГ убијен је у експлозији бомбе поред пута у Ачину, провинција Нангархар, био је у патроли са авганистанским снагама током операције против милитаната ИСИЛ-К. Ово је био први пут да је један амерички војник погинуо у борби против милитаната ИС у земљи. Вашингтон пост је известио да су током октобра, у оквиру координисаних напада на неколико градова у земљи у покушају да поврате територију изгубљену током инвазије, град Фарах три недеље опседали Талибани и окончан је само уз подршку САД из ваздуха. Званичници авганистанске обавештајне службе рекли су да су откривена четири мртва иранска командоса, а старешине села рекли су званичницима авганистанских провинција да су многи талибани мртви и рањени одведени назад преко иранске границе, где су побуњеници регрутовани и обучени. ЦНН је извијестио да су током мјесеца амерички авиони бацили 203 бомбе, пројектиле и другу муницију на талибане и локалне циљеве ИСИС -а у Авганистану.
У децембру 2016. године ЦНН је извијестио да авганистанско ратно ваздухопловство почиње да изводи прве независне ваздушне нападе. Авганистанска влада се све више ослањала на авганистанске специјалне снаге у извођењу борбе против ИСИС-а и талибана, са тих 17.000 снага одговорних за 70% офанзивних војних операција у то време. Командант међународне коалиције Генерал Џон Николсон је признао да ће се овај оперативни темпо тешко одржати. Од децембра 2016. у Авганистану је било 9.800 припадника америчке војске. Николсон је новинарима у Пентагону рекао да ће се број америчких снага до 2017. године смањити на 8.450; САД и њихових 39 коалиционих партнера у Авганистану посвећени су пружању подршке Авганистану до 2020. године, посебно, Николсон је додао да је међународна заједница обећала милионе долара и саветодавну подршку Авганистану - ове обавезе ће помоћи расту величине Авганистана Специјалне снаге. Чак и ако САД пружају саветнике и ваздушне нападе авганистанским снагама, америчка војска верује да влада контролише само око 64% земље, при чему талибани контролишу око 10%, а остатак оспоравају војска и побуна; Николсон је такође рекао да су операције које су водиле САД 2016. године убиле или заробиле 50 лидера из Ал Каиде и АКИС-а. Дана 24. децембра 2016, Military.com је известио да је бригадни генерал Чарлс Кливленд рекао да је присуство ИСИЛ-К-а у земљи потиснуто са скоро десетак округа на само два или три, а број његових припадника у Авганистану смањен је на отприлике 1.000 од процењене снаге између 1.500 и 3.000 чланова претходне године. Свеукупно, америчке трупе у Авганистану извеле су више од 350 операција против ИС-а и Ал-Каиде 2016. године, при чему је убијено или заробљено више од 200 припадника Ал-Каиде. Почетком децембра генерал Николсон је рекао да су против терористичке операције и снаге авганистанске владе убиле су 12 водећих лидера организације у земљи; Амерички званичници су рекли да се борци ИС-а примарно налазе у Нангархару, а у провинцији Кунар, а борци Ал-Каиде дјелују у најмање шест провинција, као и дуж источне границе земље. У јануару 2017. године Marine Corps Times је известио да према генералном инспектору авганистанска војска броји око 169.000 војника, али да су 2016. претрпели стопу испадања од 33 одсто - повећање од 7 одсто у односу на 2015.

#### 2017
Почетком јануара 2017. године, Marine Corps Times је известио да авганистанске снаге покушавају да се обнове, након исцрпљујуће борбене сезоне 2016. године; 33 округа, који су распоређени у 16 авганистанских провинција, под контролом су побуњеника, док је 258 под владином контролом, а скоро 120 округа остаје "оспоравано".
Дана 9. фебруара 2017. године, генерал Џон Николсон рекао је Конгресу да се НАТО и савезничке снаге у Авганистану суочавају са "пат позицијом" и да му је потребно неколико хиљада додатних војника за ефикаснију обуку и саветовање авганистанских војника. Он је такође тврдио да је Русија покушавала да "легитимише" талибане стварањем "лажног наратива" да се та милитантна организација бори против Исламске државе и да авганистанске снаге нису, како је устврдио, руски циљ "подривање Сједињених Држава и НАТО" у Авганистану. Међутим, рекао је да је подручје на којем борци Исламске државе дјелују у Авганистану увелико смањено. Војник америчких специјалних снага тешко је рањен тог дана када је нападнута база у којој се налазио у провинцији Хелманд. Николсон је касније указао да је војник рањен у Сангину.
Војни тајмс је известио да је 26. фебруара 2017. ваздушни напад УСАФ-а у заједничкој операцији са авганистанским снагама безбедности убио команданта вође талибана Мулаха Абдул Салама у провинцији Кундуз. Ваздушни напад означио је обновљену стратегију америчких снага под Трамповом администрацијом за уклањање талибанског руководства/команданата са бојног поља. Обамина администрација је усредсредила велики део својих напора на помирење између талибана и централне владе Авганистана; иако је у јуну 2016. године, како би преокренуо ток талибанских добитака, председник Обама променио правила ангажовања како би америчким командантима дао већу флексибилност у пружању ваздушних напада и копнене подршке авганистанским снагама које се боре, ако се сматра да су ти напори обезбедили „стратешке ефекте“. Учинила је заједничке напоре да убије америчке терористичке групе Ал Каиде и Хакани групе које су званично означене од стране Стејт департмента као терористичке организације-покушавајући да повуче америчке и НАТО снаге у региону, постигавши опипљиве успехе.
Војни тајмс је известио да су почетком марта 2017. америчке и авганистанске снаге покренуле операцију Хамза да истерају ИСИС-К из њеног упоришта у источном Авганистану, учествујући у редовним копненим биткама. Stars and Stripes је известио да је генерал Давлат Вазири, портпарол авганистанског министарства одбране, рекао да су четири недеље пре 13. априла ваздушни напад на Нангархар (који је био део операције) авганистанске специјалне снаге неуспешно покушале да продру у то подручје због тешког терена и импровизоване експлозивна направа (ИЕД) коју су поставили милитанти ИСИС-КП. Гувернер провинције Ачин Исмаил Шинвари потврдио је за ББЦ да су две недеље пре удара авганистанске специјалне снаге, уз ваздушну подршку САД, започеле операције против ИС две недеље раније у том подручју.
У априлу 2017. године, Вашингтон пост је извијестио да је капетан Бил Салвин, гласноговорник мисије НАТО-а у Авганистану, рекао да су авганистанске и међународне снаге смањиле територију под контролом ИСИС-К у Авганистану за двије трећине и да су убиле око половину њихових бораца у претходном периоду од две године. Од почетка 2017. године, 460 ваздушних напада на терористе (само у ударима беспилотним летелицама убијено је више од 200 милитаната ИС -а); додао је да та подружница процењује 600-800 бораца у две источноавганистанске провинције.
Дана 13. априла 2017. године, Сједињене Државе су бациле највећу ненуклеарну бомбу, познату као ГБУ-43/Б Матична експлозија великих бомби (МОАБ), Мајка свих бомби, на 34.073336, 70.631215 (координате географске ширине и дужине) у близини села Моманд у селу Ачин округа Нангархар у источном Авганистану за уништавање комплекса тунела које користе Исламска држава Ирак и Левант-провинција Хорасан (ИСИЛ-КП или ИСИС-К). Гуардиан је извијестио да су након напада америчке и авганистанске снаге извршиле операције чишћења и ваздушних удара у том подручју и процијениле штету.
Дана 21. априла 2017. године, борци Исламског Емирата Авганистан заједно са авганистанским снагама безбједности упали су у војну базу 209. корпуса у близини Мазари Шарифа, убивши преко 140 авганистанских војника.
Вашингтон пост је 28. априла 2017. године известио да су талибани најавили почетак своје пролећне офанзиве под називом „Операција Менсоури“. Дана 20. маја, Исламски Емират Авганистана у потпуности је обезбедио округ Вагхаз у провинцији Газни, док је у истом време је упало у центар округа Дих Иак и минирало гувернера насеља Газни у граду Газни. Још један велики напад догодио се 22. маја у округу Шах Вали Кот, у провинцији Северни Кандахар, током којег су талибани успели да заузму велику војну базу, док су нанели велике губитке авганистанској војсци, наводно убивши 35 и заробивши четири војника, као и три оклопна особља Носачи. Истог дана прегазили су граничну испоставу у јужном округу Шорабак, убивши 15 војника, поред још једне испоставе у округу Хакрез, убивши још осам. Следећег дана побуњеници су напали другу војну базу у Шах Вали Коту и једну испоставу, убивши четири војника и ранивши још четири, док су провладине снаге напустиле село у северном округу Маруф. Талибани су 24. маја напали базу у округу Мајванд, убивши 13 војника. Талибани су 26. маја извели још један напад у провинцији Кандахар, убивши најмање 18 војника, ранивши још 16 и заробивши четири, према званичницима безбедности, док је сама група тврдила да је убила 35 војника и заробила још седам, док је такође запленила седам оклопних транспортера и низ оружја. 27. маја, 13 припадника провинцијских снага Хост, паравојне групе коју је финансирала ЦИА, позната по мучењима и вансудским убиствима, убијено је након што је у граду Хост експлодирала ауто-бомба Талибана.
Дана 31. маја 2017. године, немачку амбасаду у Кабулу напао је камион самоубица, која се налази у јако утврђеном подручју Кабула, убивши више од 90 и повредивши више од 350 људи. Нико није преузео одговорност за напад. Бомба је експлодирала око 08:25 по локалном времену (03:55 ГМТ) током шпице. Утврђено подручје сматра се најсигурнијим подручјем Кабула, са 3 м високим зидовима од експлозије. Индијски министар иностраних послова Сушма Сварај рекао је да је особље амбасаде на сигурном.
Гардијан је известио да је након објављивања нове стратегије Доналда Трампа у земљи, више од 900 муниције потрошено у августу и септембру, чиме је укупан број употребљене муниције у 2017. достигао скоро 3.000, што је двоструко више од потрошене муниције у 2016.
Дана 21. августа 2017. године, амерички председник Доналд Трамп изјавио је да ће проширити америчко присуство у Авганистану, не наводећи детаље о томе како и када. Трамп није формулисао никакве временске рокове, број трупа нити посебне сврхе које треба испунити; само што повлачење САД сада није била опција јер би то ишло на руку терористима и што би објављивање рокова и тачних планова само помогло тим групама да се припреме. Приступљено 30 August 2017.</ref>. Трамп је такође рекао да је 20 америчких терористичких организација активно у Авганистану и Пакистану. Према Вашингтон посту, ово је у супротности са званичним списком америчке владе који има само 13 таквих организација.
Гардијан је извијестио да су званичници авганистанске владе похвалили нову стратегију, не само за повећање броја трупа и уклањање са строгим роковима, већ и за све већи притисак на Пакистан који виде као главног спонзора побуне. У телевизијском обраћању, предсједник Трамп рекао је да би нови приступ Пакистану био "стуб" нове стратегије, додајући да "више не можемо шутјети о сигурним уточиштима Пакистана за терористичке организације, талибане и друге групе које представљају пријетњу" у региону и шире; "Наџибулах Азад, портпарол авганистанског председника, рекао је да је "стратегија направљена у складу са реалношћу на терену", и да је "ово први пут да америчка влада долази са врло јасном поруком Пакистану престаните са оним што радите или се суочите са негативним последицама". У другим изјавама авганистанских званичника, попут Давуда Морадјана, генералног директора Авганистанског института за стратешке студије у Кабулу, наводи се да се "нова стратегија заснива на" миру кроз снагу ", за разлику од Обаминог неуспјешног приступа, који је у суштини био" мир кроз смирење. "Као одговор, пакистански безбедносни званичници оптужили су Трампа да пребацује кривицу за своје неуспехе у рату против талибана и других наоружаних група у Авганистану и да угрожава већ ионако нарушене билатералне односе између две земље".
Дана 15. септембра 2017. године, The New York Times је известио да ЦИА тражи овлашћења за извођење сопствених напада беспилотним летелицама у Авганистану и другим ратним зонама, према садашњим и бившим обавештајним и војним званичницима, и да о промени овлашћења размишљају Бела кућа као део нове стратегије упркос забринутости Пентагона. Дана 19. септембра 2017. године, Трампова администрација распоредила је још 3.000 америчких војника у Авганистан. Они би се повећали приближно са 11.000 америчких војника који већ служе у Авганистану, чиме би укупан број био најмање 14.000 америчких војника стационираних у Авганистану. Fox News је 4. октобра 2017. године извијестио да је министар одбране Џејмс Матис одобрио промјену правила ангажовања као дио нове стратегије тако да више не постоји захтјев да америчке трупе да буду у контакту са непријатељским снагама у Авганистану прије отварања ватре.
Дана 14. октобра 2017. године, Гардијан је извијестио да је тада у Авганистану остало између 600 и 800 милитаната ИСИЛ-КП, који су углавном концентрирани у провинцији Нангархар. ЦНН је известио да су током октобра амерички авиони бацили 653 бомбе, пројектиле и другу муницију на талибане и локалне циљеве ИСИЛ-а у Авганистану; војни званичници су рекли да је успех против ИСИС-а у Ираку и Сирији ослободио ваздушне снаге за распоређивање у Авганистан и друга подручја.
Вашингтон пост је известио да је 20. новембра 2017. генерал Џон Николсон објавио да амерички авиони гађају погоне за производњу дроге у Авганистану у складу са новом стратегијом чији је циљ прекид финансирања талибана, рекавши да талибани "постају криминална организација" која зарађује око 200 милиона долара годишње од активности повезаних са дрогама. Председник Ашраф Гани снажно је подржао нову кампању америчких и авганистанских ваздушних напада на нарко центре под контролом Талибана; следећег дана, портпарол канцеларије гувернера Хелманда рекао је да су прошлонедељне ваздушне операције у којима су учествовале коалиционе снаге и авиони авганистанских ваздушних снага извршили „директне нападе на талибанска скровишта и центре за наркотике“ (осам удара коалиције и два авганистанске авијације), убивши више од 40 талибанских бораца и да је "главни центар за прераду наркотика уништен" заједно са око 2200 килограма дроге. ЦНН је известио да је кампања позната под називом Операција Оштри нож, три удара су се догодила у округу Кајаки, четири у Муса Кали и један у Сангину; портпарол Пентагона рекао је да су ваздушне нападе извршили амерички Ф-16 и Б-52, генерал Николсон је рекао новинарима у Пентагону да су у ударима учествовали и амерички Ф-22 Раптор и авиони Авганистанских ваздушних снага А-29. Ницхолсон је проценио да у Авганистану има отприлике 400 до 500 таквих објеката и да ће се "ове операције наставити у наредним данима". ЦНН је такође известио да је генерал Николсон рекао да су "наши приоритети били у Ираку и Сирији, а ми настављамо да бисмо видели успех тамо, надамо се да ће доћи још средстава која ће нам омогућити да обављамо више оваквих операција", напади су означили први пут када су команданти користили своја новоодобрена овлашћења за циљање талибанских извора прихода.
Потпредсједник Мајк Пенс објавио је 21. децембра 2017. да му је авганистански предсједник Ашраф Гани рекао да је више високих талибанских вођа убијено 2017. него свих претходних година рата заједно. Пенс је такође изјавио да су САД оствариле велики напредак у рату у Авганистану.

#### 2018
У јануару 2018. године, ББЦ је известио да су талибани отворено активни у 70% земље (имају потпуну контролу над 14 округа и имају активно и отворено физичко присуство у још 263) и да је Исламска држава активнија у земљи него икад. Након напада талибана и Исламске државе у којима је погинуло много цивила, предсједник Трамп и авганистански званичници одлучили су искључити било какве разговоре с талибанима.
Дана 15. фебруара 2018, The New York Times је известио о порасту броја авганистанских цивила који су намерно били мета талибана, на основу годишњег извештаја Уједињених нација објављеног недељу дана раније. Овај извештај нуди детаљну процену 16-годишњег авганистанског рата, показујући пораст сложених бомбардовања који су намерно гађали цивиле 2017. године, при чему је рањено или погинуло 10.453 авганистанских цивила. Пошто америчка и авганистанска влада објављују мање статистичких података, извештај УН један је од најпоузданијих показатеља о утицају рата до 2018. Извештај наглашава пораст „сложених напада“, врсте самоубилачких напада који постају све смртоноснији, коју је The New York Times описао као обележје рата 2018. Ови напади се називају жестоким одговором талибана на нову ратну стратегију председника САД Трампа (повећан темпо бомбардовања из ваздуха на талибане и милитанте Исламске државе), дајући поруку да талибани могу напасти по вољи, чак и у главном граду Кабулу. У извештају УН-а налази се изјава која приказује став талибана, талибани окривљују САД и њихове савезнике за вођење рата у Авганистану, а негирају циљање цивила. The New York Times цитира Атикулаха Амаркела, пензионисаног генерала и војног аналитичара са сједиштем у Кабулу, који је рекао да је извјештај УН-а доказао неуспјех мировних преговора, јер су и талибани и америчка влада одлучни у побједи, а не у преговорима о нагодби. Рекао је „Више ваздушних напада значи више самоубилачких напада“, доказујући интензивирање рата до 2018. године.
У августу 2018. талибани су покренули низ офанзива, од којих је највећа офанзива на Газни. Током офанзиве на Газни, талибани су неколико за дана заузели Газни, шести по величини авганистански град, али су се на крају повукли. Талибани су успјели убити стотине авганистанских војника и полиције и заузели неколико владиних база и округа.
Након офанзиве, Ерик Принс, приватни војни предузимач и бивши шеф компаније Блеквотер, залагао се за додатну приватизацију рата. Међутим, тадашњи амерички министар одбране Џејмс Матис оповргао је ту идеју, рекавши: „Када Американци ставе на коцку кредибилитет своје нације, приватизација вјероватно није мудра идеја“.
У септембру 2018, Уједињене нације су изразиле забринутост због све већег броја цивилних жртава услед ваздушних напада у Авганистану. Америчко ваздухопловство је у првих шест месеци те године бацило око 3.000 бомби, како би натерали талибанске милитанте на мировне преговоре. У саопштењу које је издала УНАМА, оно је подсетило све стране укључене у сукоб "да испоштују своје обавезе да заштите цивиле од повреда".
Дана 17. октобра 2018. године, неколико дана прије парламентарних избора, у нападу талибана убијен је кандидат Абдул Џабар Кахраман. Талибани су издали саопштење, упозоравајући наставнике и ученике да не учествују на предстојећим изборима или да не користе школе као бирачка места.
Дана 17. децембра 2018. године, америчке дипломате су разговарале са талибанима у Уједињеним Арапским Емиратима о могућем окончању рата. Талибани су дали услове за датум повлачења трупа предвођених САД прије било каквих разговора са кабулском владом и захтијевали од Вашингтона да се не противи успостављању исламистичке владе. Међутим, амерички званичници инсистирали су на задржавању неких трупа и барем неколико база у земљи. Амерички званичници су описали састанак као „део напора Сједињених Држава и других међународних партнера да промовишу унутаравганистански дијалог чији је циљ окончање сукоба у Авганистану“.

#### 2019
Дана 25. јануара 2019. године, председник Авганистана Ашраф Гани рекао је да је више од 45.000 припадника авганистанских снага безбедности убијено од када је постао председник 2014. Такође је рекао да је у истом периоду било мање од 72 међународне жртве. Извештај америчке владе из јануара 2019. године, процењује да је 53,8% округа Авганистана било под контролом или утицајем владе, при чему је 33,9% оспоравано, а 12,3% под контролом или утицајем побуњеника.
Талибани су 4. фебруара 2019. напали контролни пункт у сјеверној провинцији Баглан. Убијена је 21 особа, укључујући 11 полицајаца. Истог дана, у северној провинцији Саманган догодио се још један напад у којем је погинуло 10 људи.
Дана 25. фебруара 2019. у Катару су почели мировни преговори између талибана и Сједињених Држава, при чему је посебно присутан суоснивач талибана Абдул Гани Барада. Специјални изасланик САД Залмај Халилзад известио је да је ова рунда преговора "продуктивнија него што је то било у прошлости" и да је договорена нацрт верзија мировног споразума. Договор је укључивао повлачење америчких и међународних трупа из Авганистана и талибана, не дозвољавајући другим џихадистичким групама да дјелују унутар земље. Талибани су такође известили да је постигнут напредак у преговорима.
Талибани су 1. марта 2019. године напали војну базу Шораб у Хелманду, убивши 23 припадника снага безбедности, а ранивши 20.
Дана 30. априла 2019. године, снаге авганистанске владе предузеле су операције чишћења усмјерене против ИСИС-К и талибана у источној провинцији Нангархар, након што су се двије групе бориле више од недељу дана над групом села у подручју илегалног ископавања талка. Национална управа за сигурност тврдила је да су убијена 22 борца ИСИС-К и уништена два складишта оружја, док су талибани тврдили да су авганистанске снаге које подржавају САД убиле седам цивила; један покрајински званичник рекао је да је више од 9.000 породица расељено у борбама.
Бомбаш самоубица и неколико милитаната 28. јула 2019. напали су канцеларију председника Ашрафа Ганија и Амрулаха Салеха. Најмање 20 људи је погинуло, а 50 повређено, а међу повређенима је и Салех. Током шесточасовне операције спашено је више од 150 цивила, а убијена су три милитанта.
До августа, талибани су контролисали више територије него у било ком тренутку од 2001. Вашингтон пост је известио да су САД близу постизања мировног споразума са талибанима и да се спремају да повуку 5.000 војника из Авганистана. Међутим, истог мјесеца касније је потврђено да су неке талибанске вође, укључујући брата талибанског емира Хибатуле Акунџаде, Хафиз Ахмадулах и неки други рођаци, убијени у експлозији бомбе у џамији Кајр Ул Мадараис која се налазила у Квети предграђу Кучлака и дуго је служило као главно место окупљања припадника талибана. У септембру су САД отказале преговоре.
Талибани су 3. септембра 2019. преузели одговорност за самоубилачки напад у главном граду Авганистана, циљајући комплекс Green Village у Кабулу. Према извештајима, погинуло је скоро 16 цивила, а 119 је повређено.
Дана 15. септембра 2019. године, 38 талибанских бораца, укључујући два висока команданта, убијено је у заједничкој америчко-авганистанској војној операцији.
Бомбаш самоубица напао је 17. септембра 2019. предизборни скуп председника Ашрафа Ганија, убивши 26 људи и ранивши 42. Мање од сат времена касније, талибани су извели још један самоубилачки напад у близини америчке амбасаде и авганистанског министарства одбране, убивши 22 људи и рањених око 38.
Дана 27. октобра 2019. године, 80 талибанских бораца је погинуло као резултат заједничких авганистанско-америчких војних операција у Кандахару и Фариабу.

### Споразум у Дохи

#### 2020
Мировни преговори су настављени у децембру 2019. Ова рунда разговора резултирала је седмодневним делимичним прекидом ватре који је почео 22. фебруара 2020. године. Дана 29. фебруара, Сједињене Државе и талибани потписали су условни мировни споразум у Дохи, Катар који је захтевао размену заробљеника у року од десет дана и који је требало да доведе до повлачења америчких трупа из Авганистана у року од 14 месеци. Договор је предвиђао повлачење свих снага НАТО-а из Авганистана, у замену за обећање талибана да спречи деловање Ал-Каиде у подручјима под контролом талибана, као и текуће разговоре између талибана и авганистанске владе. Сједињене Државе пристале су на почетно смањење својих снага са 13.000 на 8.600 у року од 135 дана (тј. До јула 2020), након чега би услиједило потпуно повлачење у року од 14 мјесеци (тј. До 1. маја 2021) ако талибани задрже своје снаге обавезе. Сједињене Државе су се такође обавезале да ће затворити пет војних база у року од 135 дана, и изразиле су намеру да окончају економске санкције талибанима до 27. августа 2020. године. Међутим, авганистанска влада није била страна у споразуму, па је на конференцији за новинаре следећег дана председник Гани критиковао споразум јер је "потписан иза затворених врата". Рекао је да се авганистанска влада "није обавезала на ослобађање 5.000 талибанских затвореника" и да таква акција "није надлежност Сједињених Држава, али је власт авганистанске владе". Гани је такође изјавио да свака размена затвореника "не може бити предуслов за разговоре", већ се мора преговарати у оквиру разговора.
Талибани су 3. марта наставили офанзивне операције против авганистанске војске и полиције, изводећи нападе у провинцијама Кундуз и Хелманд. Дана 4. марта, САД су узвратиле ваздушним нападом на талибанске борце у Хелманду.
ИСИС-К је 6. марта у масовној пуцњави у Кабулу убио 32 особе. Између 3. и 27. марта, талибани су извршили 405 напада на авганистанске снаге безбедности.
Дана 20. априла 2020. године, талибани су у другом нападу убили најмање 23 припадника авганистанске војске и девет цивила.
У априлу 2020. године, The New York Times је документовао ратне жртве у Авганистану од 27. марта до 23. априла и обавестио да су најмање 262 припадника провладиних снага, заједно са 50 цивила, убијено за скоро месец дана. Осим тога, стотине цивила и авганистанских снага је такође повређено.
Авганистанске власти су 2. маја 2020. пустиле најмање 100 талибанских припадника из затвора у Кабулу. То је настало као одговор на мировни споразум са САД, за који талибани тврде да их је увјерио да ће њихових 5.000 затвореника бити пуштено. Међутим, авганистанска влада, која је одбила ослобађање и било какво овлашћење САД над одлуком, сада се сложила да ослободи 1500 чланова милицијске организације.
У 10 сати ујутро, 12. маја 2020. у Кабулу, три наоружана човјека у полицијским униформама извршила су масовну пуцњаву у породилишту једне болнице у Кабулу. Болница се налази у шиитском насељу Хазара у месту Дашт Барчи. Болници је помагало особље лекара без граница. Нападачи су убили 24 особе, укључујући две новорођене бебе, а повредиле још 16. Све нападаче су убиле авганистанске снаге безбедности и њихови ментори норвешких специјалних снага. Према речима Фредерика Бонота, шефа програма програма Лекари без граница у Авганистану: „Вратио сам се дан након напада и оно што сам видео у породилишту (одељењу) показује да је то било систематско стрељање мајки. Прошли су кроз собе у породилиште (одељење), које је пуцало на жене у креветима. То је било методично. Зидови попрскани мецима, крв на подовима у собама, возила изгорела и прозори пробијени". Бонот је додао: "То је шокантно. Знамо да је ово подручје у прошлости претрпјело нападе, али нико није могао вјеровати да би напали породиљско мјесто. Дошли су убити мајке". Око сат времена након напада у Кабулу, самоубилачки бомбашки напад се догодио у округу Куз Кунар, у провинцији Нангархар, на сахрани шеика Акрама, командира полиције који је дан раније умро од срчаног удара, убивши 32 особе. 133 друга су повређена, неки тешко. Два дана касније, талибани су извели одмазду у близини суда у Гардезу у Пактији: бомбаш самоубица покушао је да експлодира испред војног комплекса, али је експлодирао пре одредишта. У нападу је погинуло пет цивила, а најмање 29 је повређено. Талибани су ово тврдили као напад из освете, након што је председник Ашраф Гхани окривио групу за напад у породилишту; талибани су негирали одговорност за тај напад.
Дана 30. јула, самоубица бомбаш аутомобила убио је 17 људи у Пули Аламу, провинција Логар.

### Талибанска офанзива и крај америчке окупације

#### 2021
Побуна Талибана знатно се појачала 2021. године, пошто су америчке оружане снаге најавиле повлачење из земље до септембра. Дана 30. априла у бомбашком нападу у Пули Аламу погинуло је око 30 људи. Војна офанзива Талибана и савезничких милитантних група, међу којима је и Ал-Каида, против Владе Авганистана и њених савезника почела је 1. маја 2021. године, истовремено с повлачењем већине трупа САД из Авганистана. У бомбардовању средње школе у западном Кабулу 8. маја погинуло је око 45 људи. Већина жртава биле су ученице, које су у то време напуштале школу. Ниједна група до сада није преузела одговорност за та два напада. Дана 15. маја, у нападу ИСИЛ-а на џамију у Кабулу погинуло је 12 људи. 1. јуна у два бомбашка напада на ИСИЛ-ов аутобус убијено је 10 људи у Кабулу. 5. јула пријављено је да је 1000 авганистанских војника побегло у Таџикистан како би избегли сукобе са талибанским побуњеницима. Талибани су током јуна и јула стекли контролу над различитим градовима, што је на крају довело до пада Кабула 15. августа.
Дана 6. августа, Талибани су заузели прву провинцијску престоницу Зарањ. Током наредних десет дана, они су прошли широм земље, хватајући капитал за капиталом. 14. августа Мазари Шариф је заузет док су команданти Рашид Достум и Ата Нур побјегли преко границе у Узбекистан, пресјекавши витални сјеверни пут снабдијевања Кабула. У раним јутарњим сатима 15. августа, Џалалабад је пао, пресјекавши једину преосталу међународну руту кроз Хајберски пролаз. До поднева тог дана, талибанске снаге су напредовале из округа Пагман стигавши до врата Кабула; Председник Ашраф Гани разговарао је о заштити града са министрима безбедности, док су извори тврдили да је мировни споразум о јединству са талибанима неизбежан. Међутим, Гани није успио доћи до највиших званичника у министарствима унутрашњих послова и одбране, а неколико високих политичара већ је пожурило на аеродром. До 14:00 сати, талибани су ушли у град без икаквог отпора; председник је убрзо побегао хеликоптером из председничке палате, а за неколико сати сликани су талибански борци како седе за Ганијевим столом у палати. Рат је објављен истог дана, када су талибани дали страним снагама рок до 31. августа да напусте земљу. Мале снаге отпора предвођене Ахмадом Масудом формиране су 16. августа у долини Пањшир. То је довело до кратког сукоба са новом талибанском владом, међутим, 26. августа две стране су потписале мировни споразум и сложиле се да неће међусобно нападати.
Како су талибани преузели контролу 15. августа 2021, хитност евакуације становништва уплашени од талибана, укључујући и оне преводиоце и помоћнике који су радили у операцији Трајна слобода; Међународне снаге за безбедносну помоћ, Операције Слободина стража и Мисије одлучне подршке; и етничких мањина и жена, постале су хитне. Више од две недеље, међународно дипломатско, војно и цивилно особље, као и авганистански цивили, бежали су ка међународном аеродрому Хамид Карзај. Генерал-мајор Хенк Тејлор потврдио је 16. августа да су амерички ваздушни напади окончани најмање 24 сата раније и да је фокус америчке војске у том тренутку био одржавање безбедности на аеродрому током наставка евакуације. Последњи лет, америчко ваздухопловство Ц-17, полетео је у 15:29 ЕТ, 23:59. у кабулском времену, 30. августа 2021. године, обележавајући коначан крај америчке кампање у Авганистану, након чега је уследила слављеничка ватра талибана. Многи посматрачи су ово приметили као крај најдужег америчког рата у историји.